# Liste der Baudenkmäler in Scheßlitz
Auf dieser Seite sind die Baudenkmäler in der oberfränkischen Stadt Scheßlitz zusammengestellt. Diese Tabelle ist eine Teilliste der Liste der Baudenkmäler in Bayern. Grundlage ist die Bayerische Denkmalliste, die auf Basis des Bayerischen Denkmalschutzgesetzes vom 1. Oktober 1973 erstmals erstellt wurde und seither durch das Bayerische Landesamt für Denkmalpflege geführt wird. Die folgenden Angaben ersetzen nicht die rechtsverbindliche Auskunft der Denkmalschutzbehörde.
 Die Liste gibt den Fortschreibungsstand vom 22. November 2024 wieder und enthält 295 Baudenkmäler.

## Ensembles

### Altstadt Scheßlitz mit Vorstädten Oberend und Neumarkt
Scheßlitz, zu Füßen der andechs-meranischen Giechburg, ist aus zwei Siedlungskernen entstanden: dem Bereich um die Pfarrkirche (Oberend) und dem befestigten, 1230 erwähnten Meraniersitz. Die Pfarrkirche St. Kilian ist vermutlich eine der zum Bistum Würzburg gehörenden 14 sogenannten Slawenkirchen Karls des Großen. Dieser Siedlungskern um die Pfarrkirche war nie in die Ummauerung der Stadt einbezogen, er bildet die östliche Vorstadt Oberend. Diese Vorstadt ist zusammen mit der von der Pfarrkirche ausgehenden Wilhelm-Spengler-Straße, an der auch die beherrschenden Bauten von Pfarrhaus und ehemaliger Vogtei liegen, Teil des Ensembles. Von den übrigen Vorstädten ist auch der Neumarkt im Westen dem Ensemble angeschlossen. Hauptteil des Ensembles bildet die ellipsenförmige Stadt mit der Hauptstraße (Marktplatz), die nur wenige nach Süden reichende Nebengassen besitzt. Für den von der Lage begünstigten Marktort sind 1395 Marktrecht und Ummauerung belegt. Die Hauptstraße ist eine den Stadtkern längs durchziehende, sich platzartig erweiternde Straße. Ihren leicht gekrümmten Verlauf säumt im Norden eine geschlossene traufseitige, zweigeschossige Bebauung; die Rückgebäude dieser Ackerbürger- und Gasthäuser reichen bis zum Schießgraben, wo ehemals die Stadtmauer verlief. An der Südseite liegt die platzartige Ausweitung, dort befinden sich die Stadtkapelle und das Rathaus sowie einzelne Giebelhäuser, zudem in die Südostecke gerückt das barocke ehemalige Kastenamt. Hinter Rathaus und der neugotischen Mariahilfkapelle von 1884, die eine gotische Stadt- und Marienkapelle von 1446 ersetzt, befindet sich ein verwinkelter Gassenbereich um Häfnermarkt und Schwemme mit uneinheitlicher Bebauung, wie dem stattlichen ehemaligen Langheimer Hof und kleineren Ackerbürgerhäusern. In der westlichen Vorstadt, dem Neumarkt, liegt das Spital von 1395, das 1739–1774 neu erbaut wurde. Die Spitalbauten bilden zusammen mit der Spitalkirche St. Elisabeth und der gegenüberliegenden Apotheke eine schöne Gruppe von Walmdachbauten, die diesen Ensemblebereich charakterisieren. Aktennummer: E-4-71-185-1.

### Ortskern Ehrl

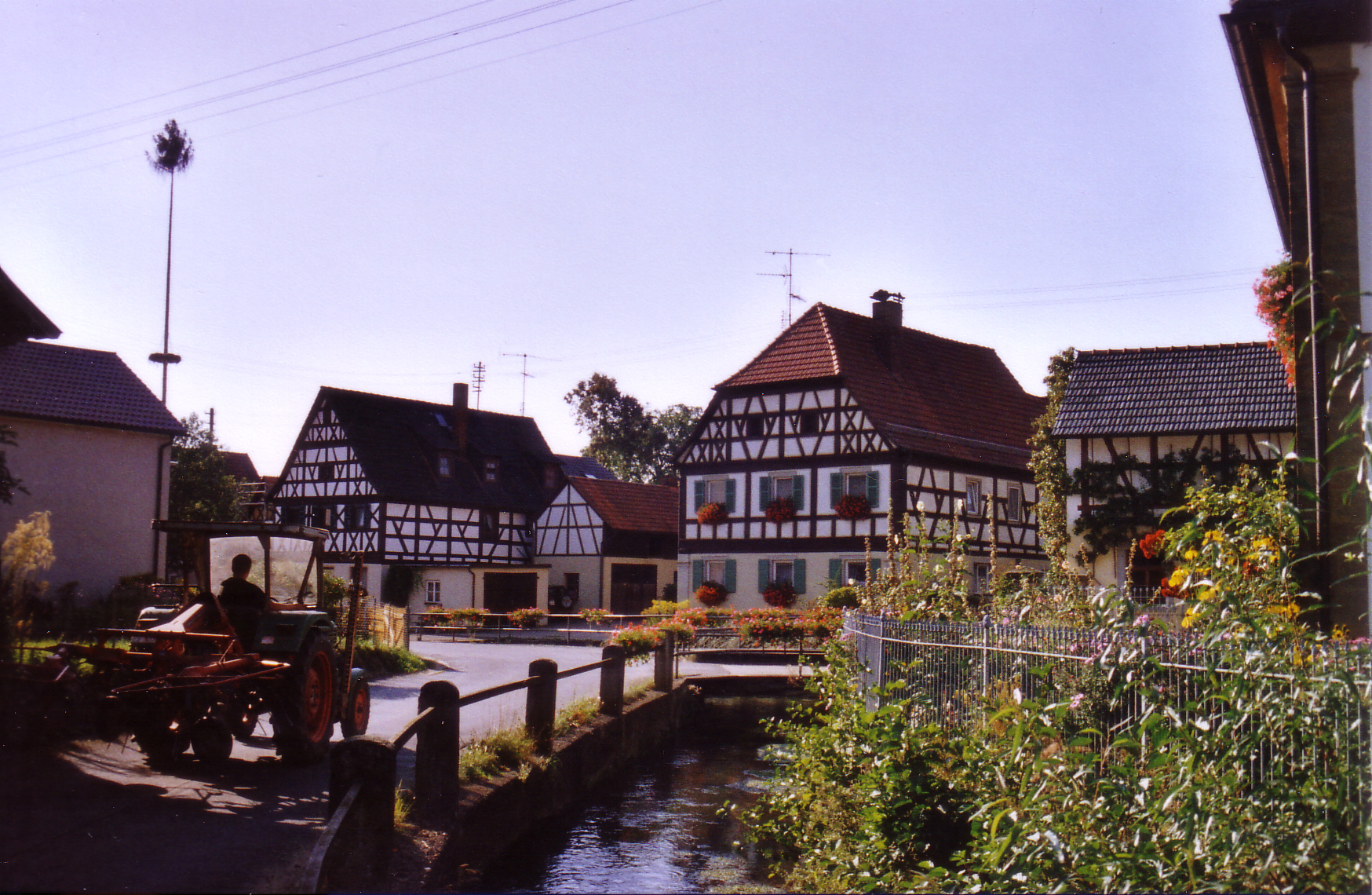

Das Dorf vertritt in eindrucksvoller und gut erhaltener Weise den für den Jurarand charakteristischen Typ des Bachzeilendorfes. Die Bachzeile wird beidseitig von Bauernanwesen gebildet, deren Wohnstallbauten mit dem Giebel zur Straße stehen; meist handelt es sich um Fachwerkbauten des 17.–19. Jahrhunderts. Das Dorf, das in charakteristischer Weise von einem Scheunenrand umschlossen ist, liegt ungestört in der Landschaft; oberhalb gehört, etwas abseits, die Mühle dazu. Aktennummer: E-4-71-185-2.

## Stadtbefestigung

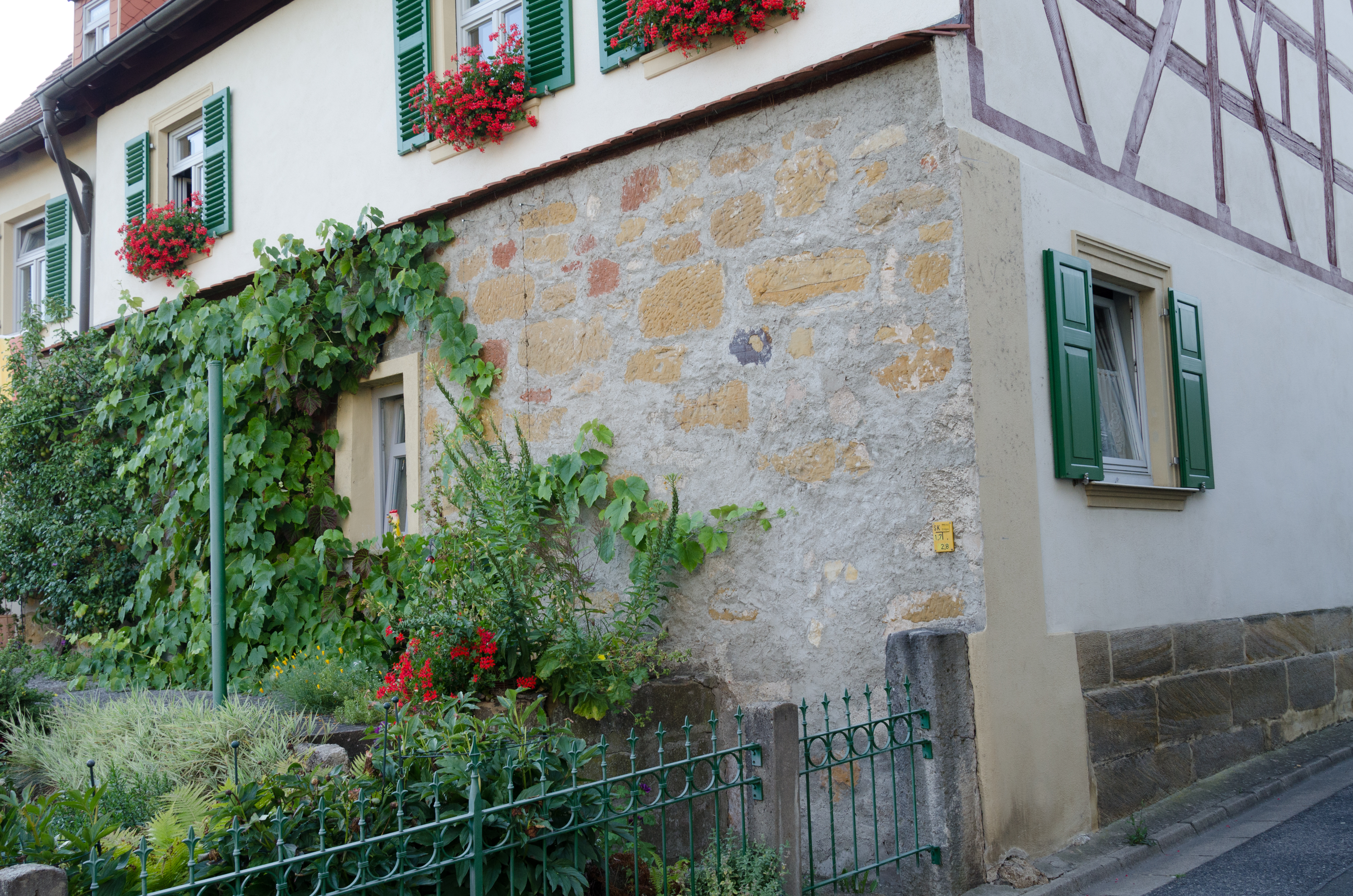
Schwemme 8
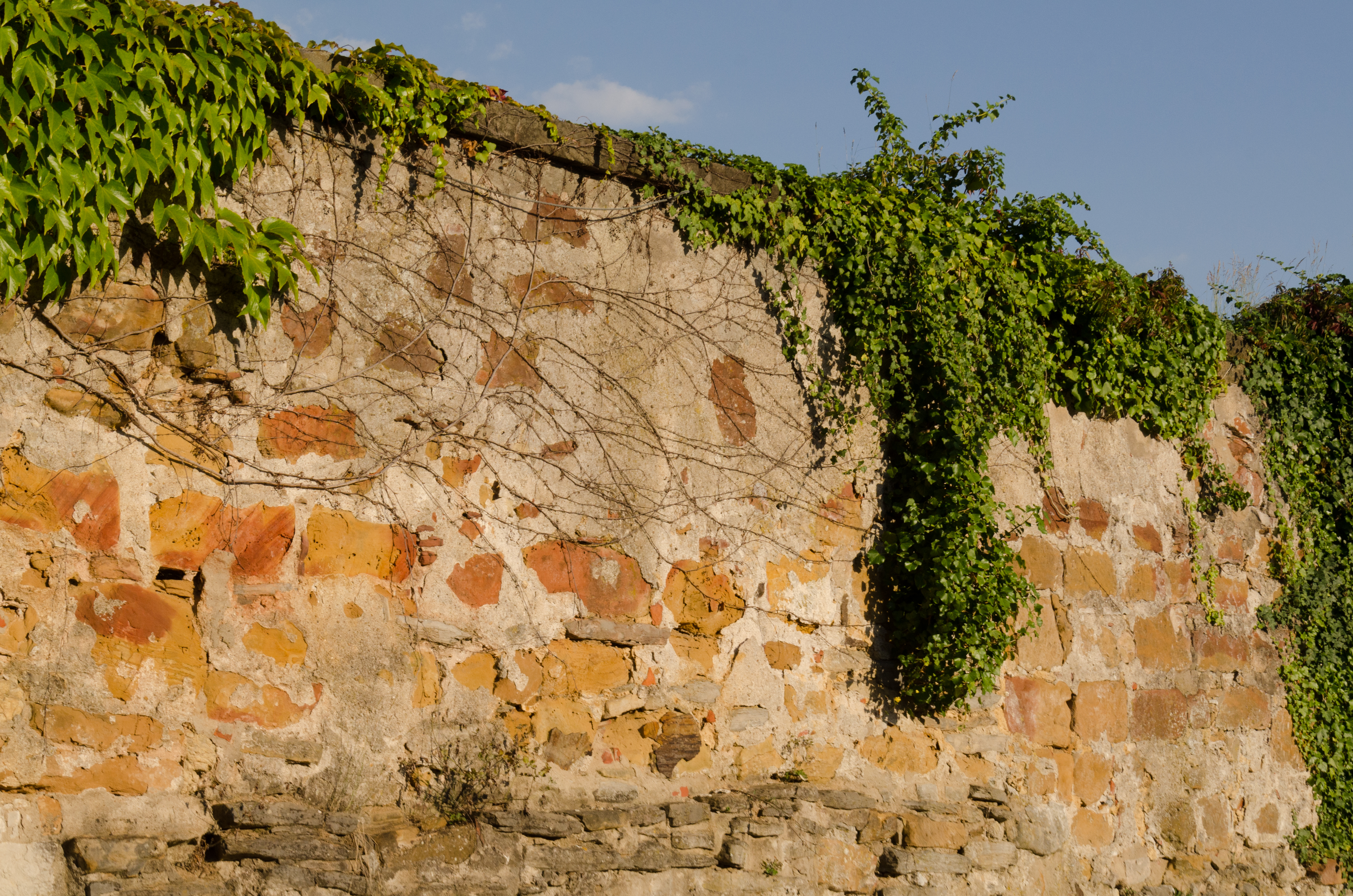
Wilhelm-Spenglerstraße
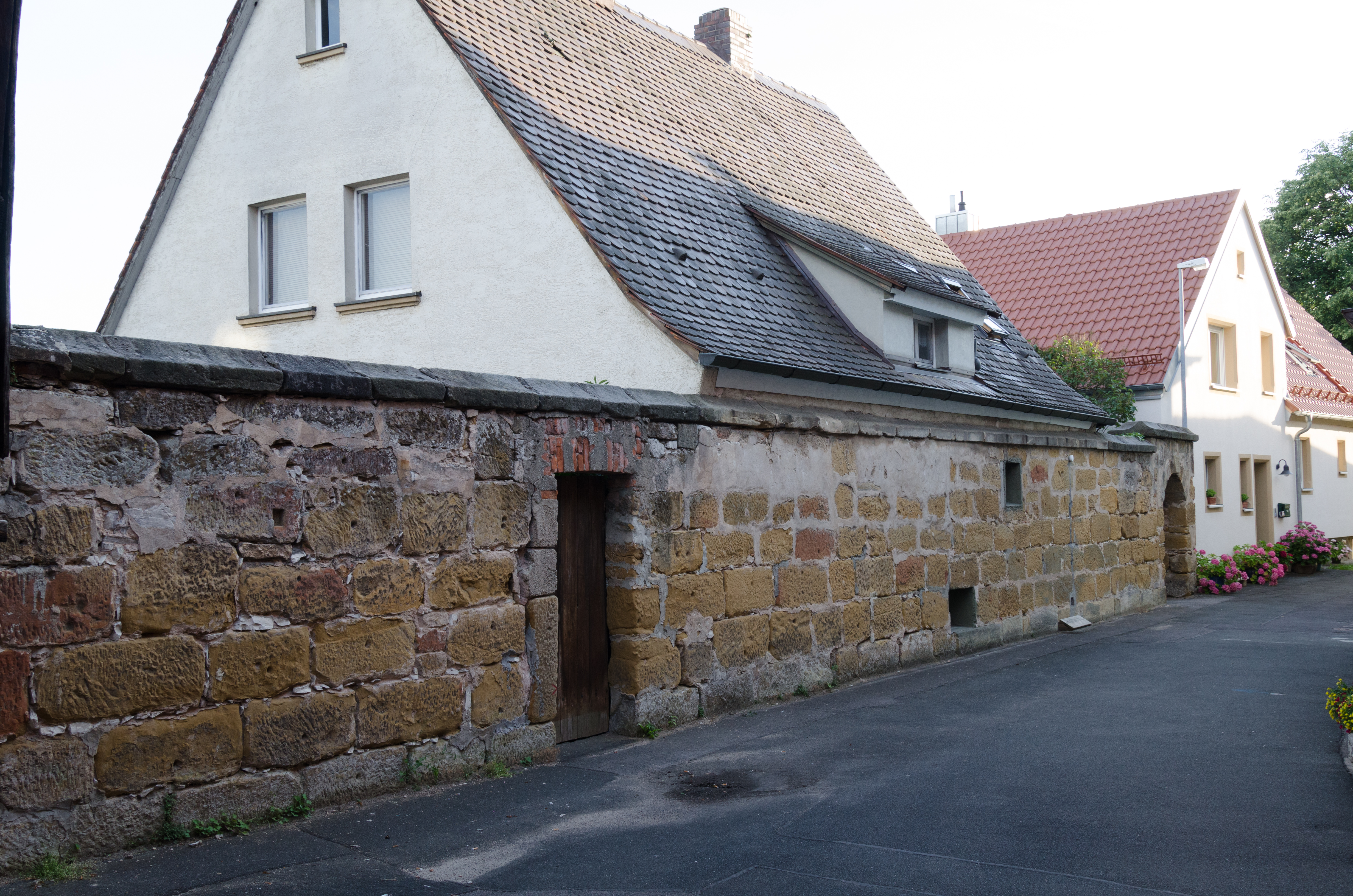
Stachete
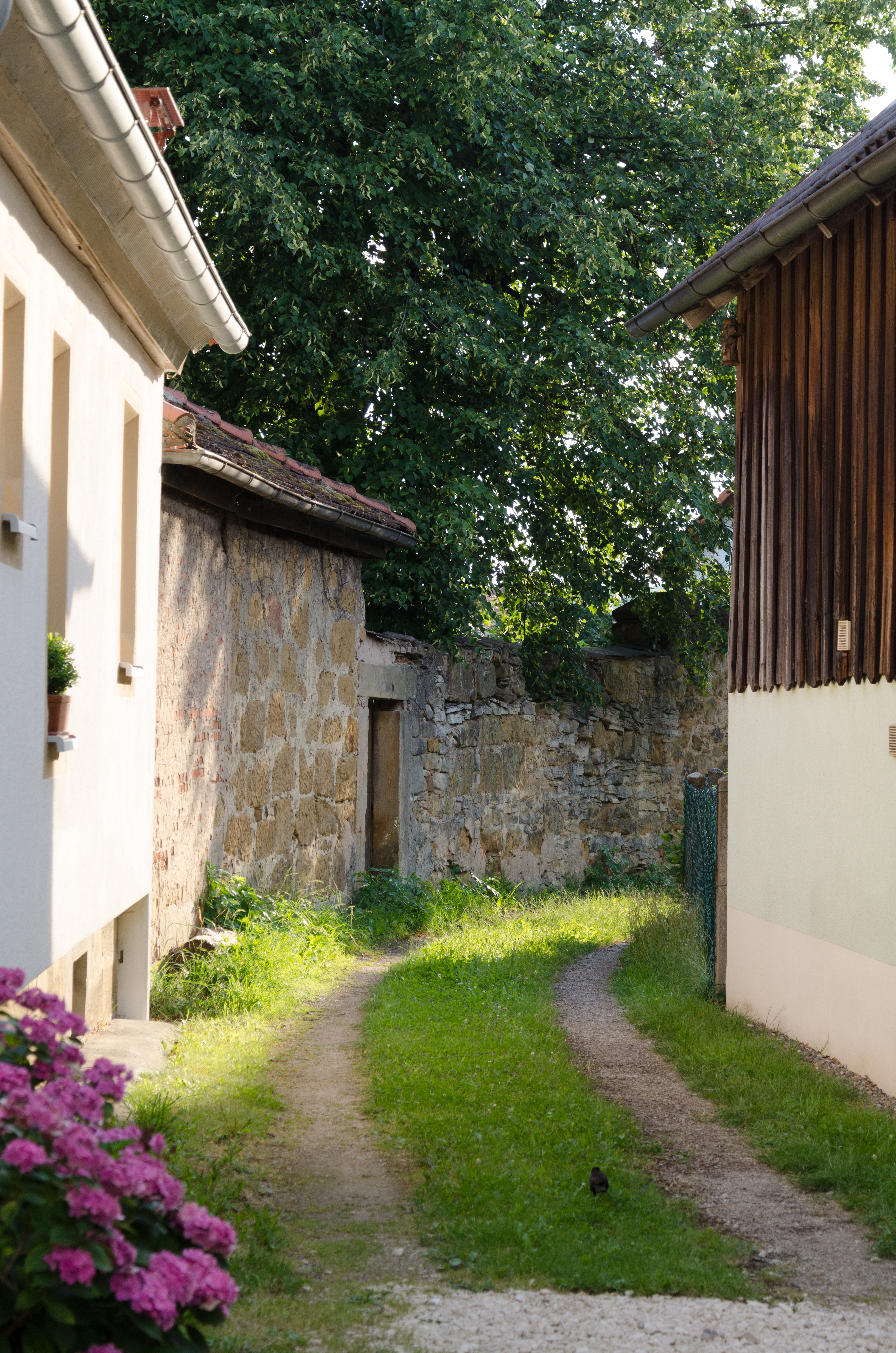
Stachete
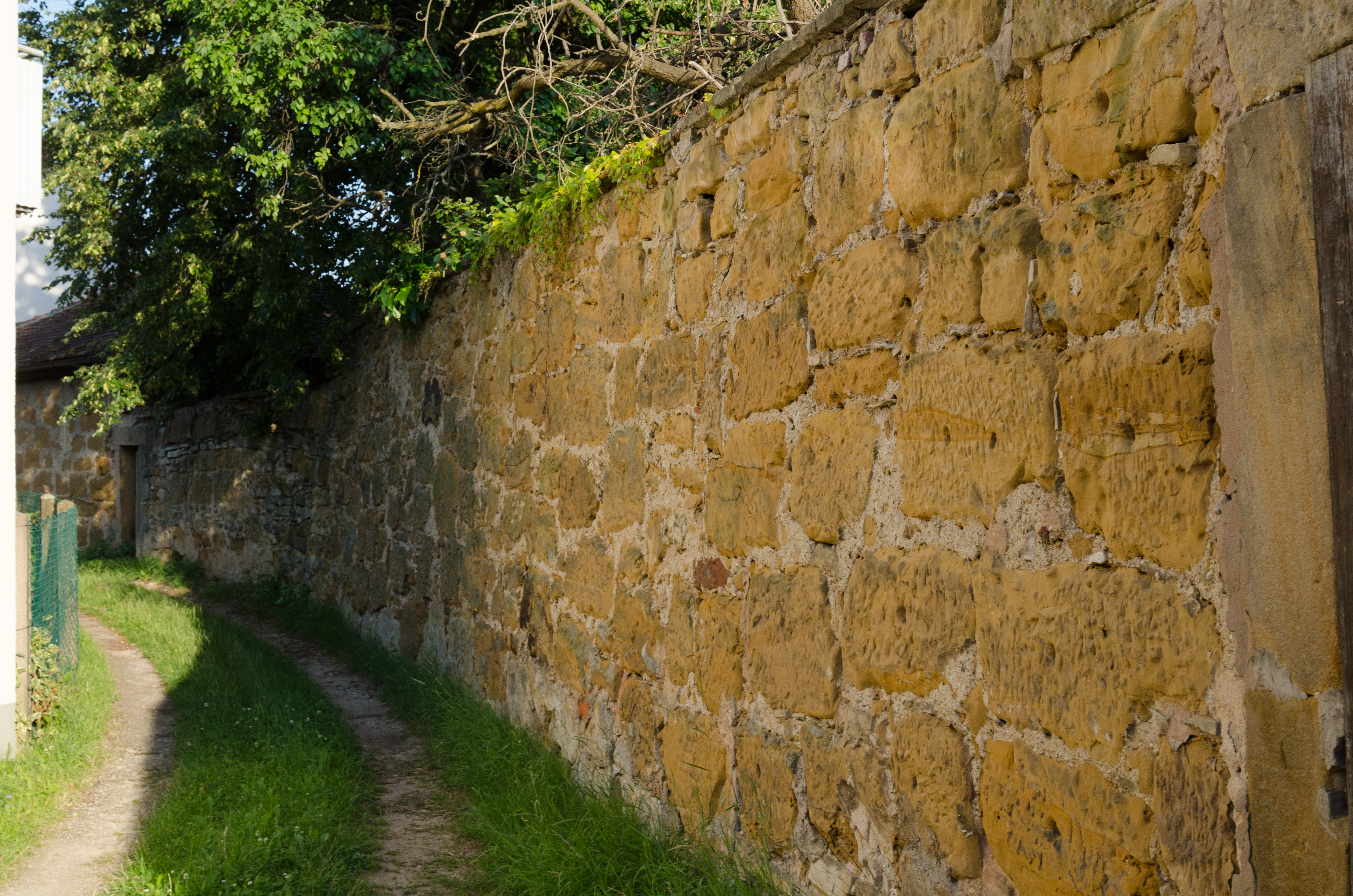
Stachete
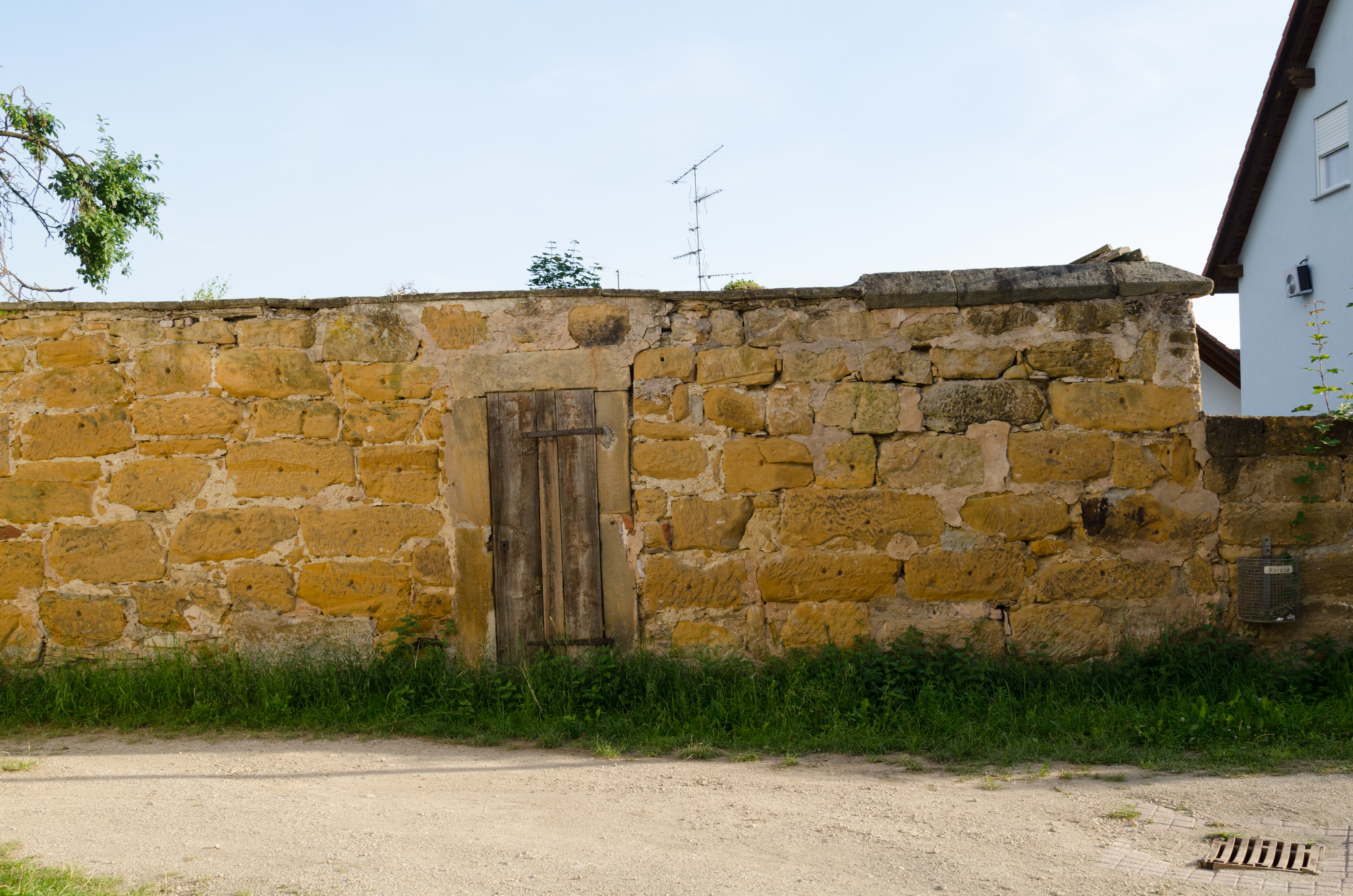
Stachete
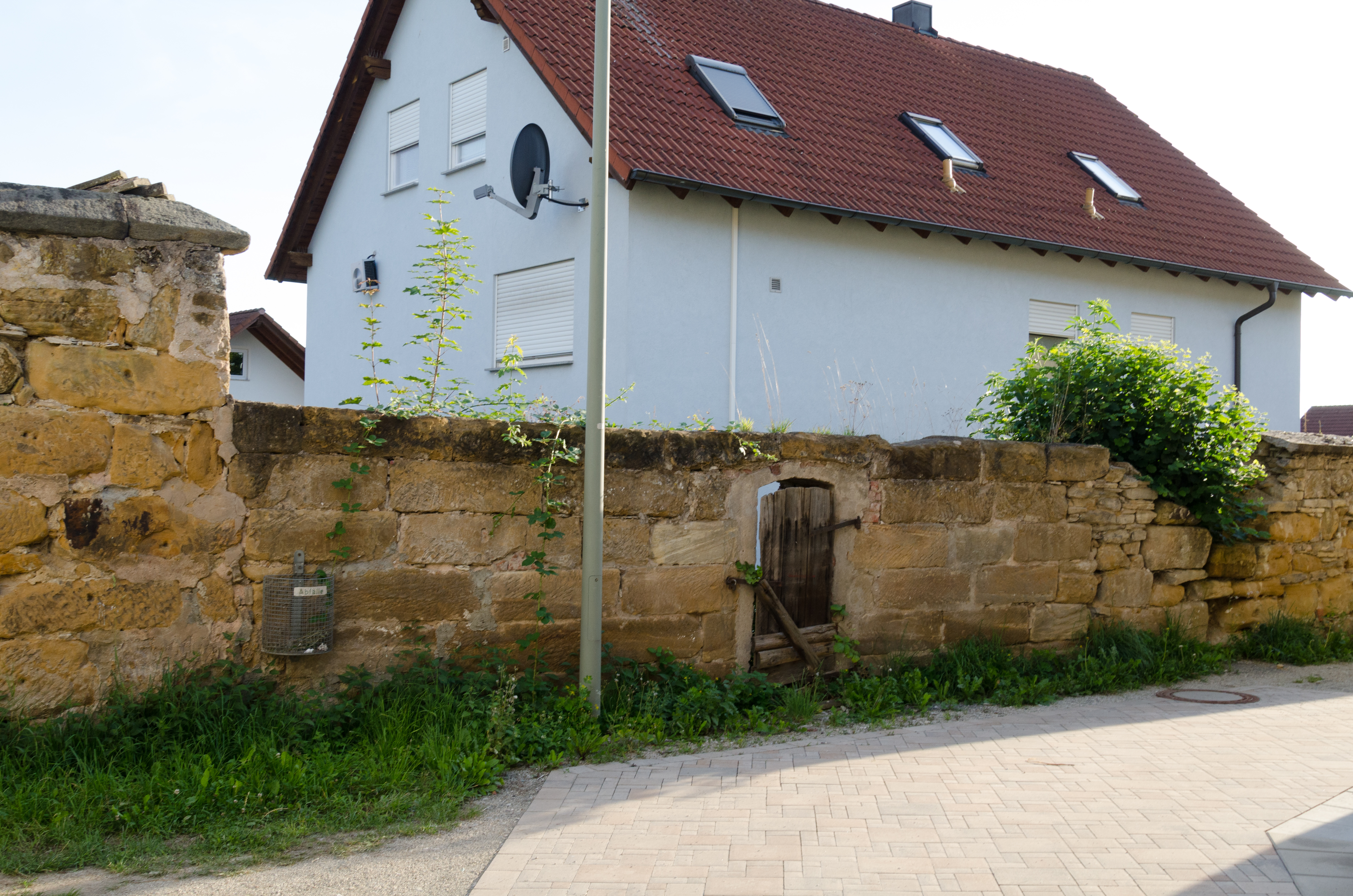
Stachete
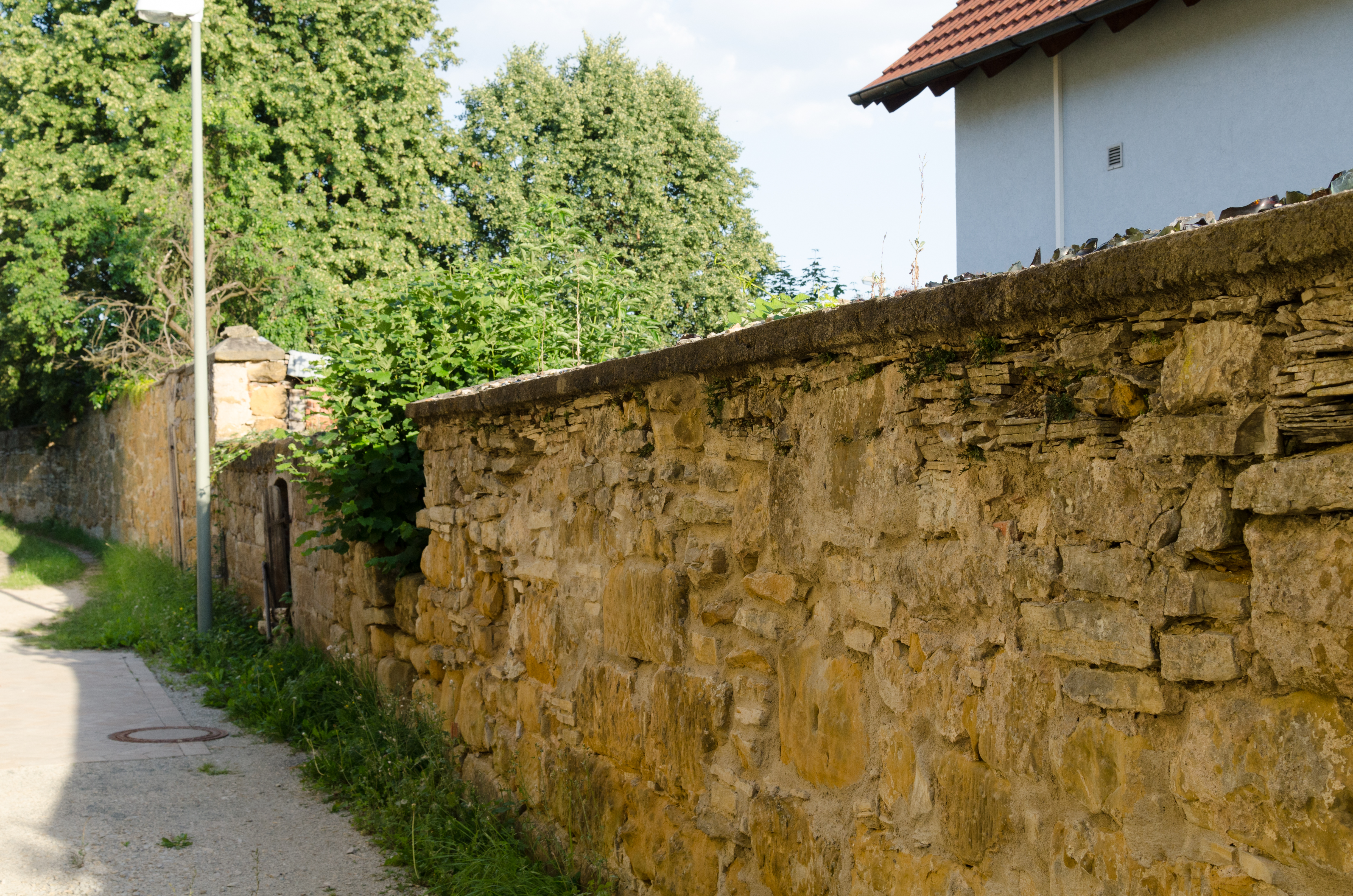
Stachete
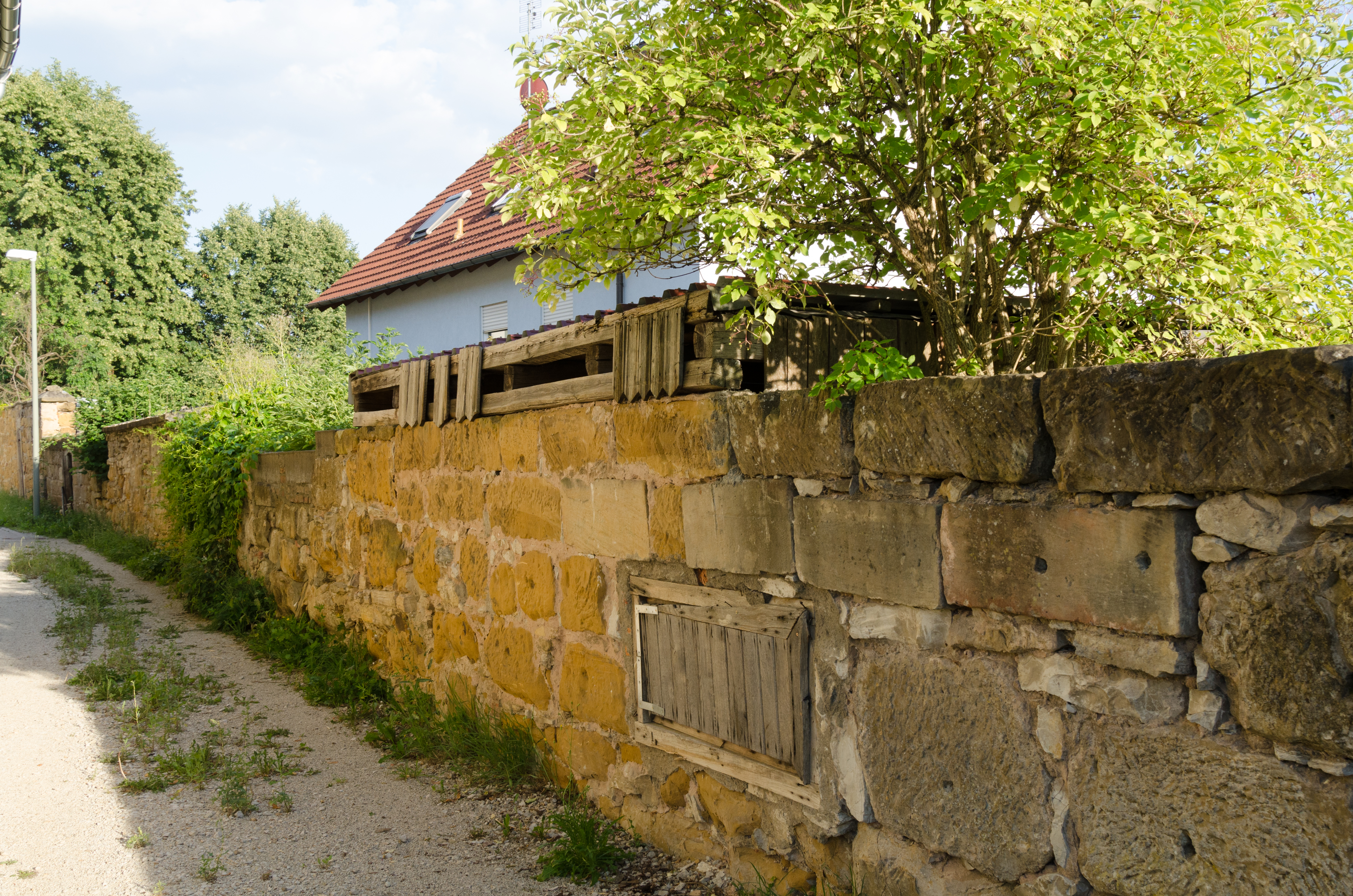
Stachete
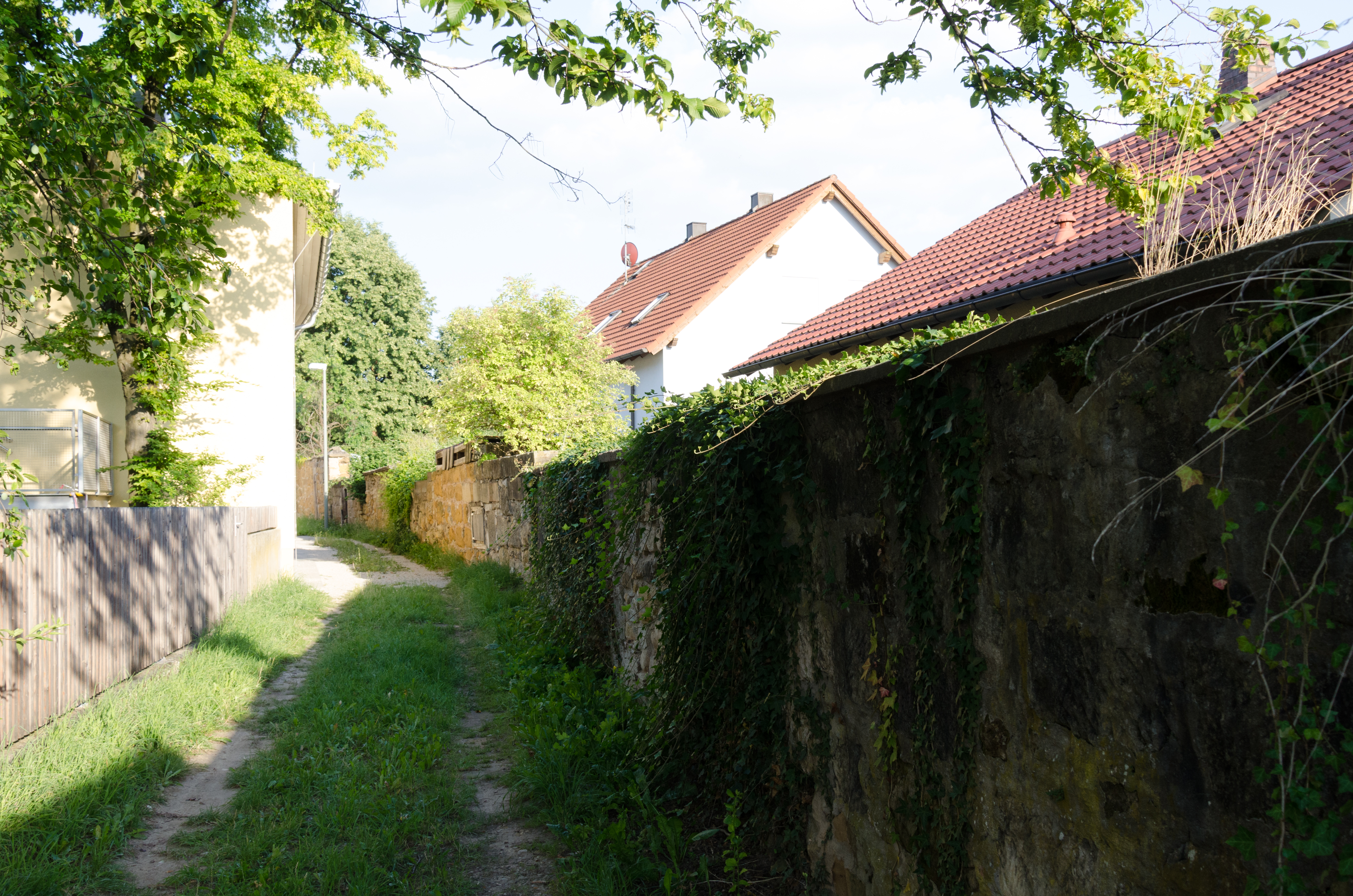
Stachete

| Lage                                    | Objekt               | Beschreibung        | Akten-Nr.     | Bild                 |
| --------------------------------------- | -------------------- | ------------------- | ------------- | -------------------- |
| Altenbach 13 (Standort)                 | Reste der Stadtmauer | 14./15. Jahrhundert | D-4-71-185-3  | Reste der Stadtmauer |
| Altenbach 15; Hauptstraße 45 (Standort) | Reste der Stadtmauer | 14./15. Jahrhundert | D-4-71-185-48 | BW                   |
| Schwemme 8 (Standort)                   | Reste der Stadtmauer | 14./15. Jahrhundert | D-4-71-185-76 | Reste der Stadtmauer |

## Baudenkmäler nach Gemeindeteilen

### Scheßlitz
| Lage                                                                | Objekt                                               | Beschreibung | Akten-Nr.      | Bild                                |
| ------------------------------------------------------------------- | ---------------------------------------------------- | --- | -------------- | ----------------------------------- |
| Altenbach 13 (Standort)                                             | Ehemaliges Brauerei-Kellerhaus                       | Zweigeschossiger Sandsteinquaderbau mit Walmdach, bezeichnet „1840“ | D-4-71-185-3   | weitere Bilder                      |
| Altenbach 27 (Standort)                                             | Wohnhaus                                             | In Ecklage, zweigeschossig, Obergeschoss Fachwerk, Steildach (mit Halbwalm), bezeichnet „1716“ | D-4-71-185-5   | weitere Bilder                      |
| Altenbach 30 (Standort)                                             | Bürgerhaus                                           | Eingeschossiger Mansardhalbwalmdachbau mit Fenstergewänden, um 1900 | D-4-71-185-6   | weitere Bilder                      |
| Altenbach 33 (Standort)                                             | Ehemaliges Gefängnis                                 | Zweigeschossiger Halbwalmdachbau, Fensterrahmen, Ende 18. Jahrhundert | D-4-71-185-7   | BW                                  |
| Altenbach 60 (Standort)                                             | Ehemalige Zehntscheune                               | Sandsteinquaderbau mit korbbogigen Einfahrten, Satteldach, wohl zweite Hälfte 18. Jahrhundert | D-4-71-185-8   | BW                                  |
| Am Würgauer Weg (Standort)                                          | Bildstock                                            | Komposit-Sandsteinsäule, vierseitiger Aufsatz mit Rundbogengiebeln, bezeichnet „1726“ | D-4-71-185-88  | BW                                  |
| Am alten Weg nach Würgau, ca. 1,5 km hinter dem Friedhof (Standort) | Feldaltar                                            | In Form einer Ädikula, Sandstein mit Gusseisenkreuz, historistisch, bezeichnet „1883“; | D-4-71-185-293 | BW                                  |
| Anger (Standort)                                                    | Brunnenhaus                                          | Zeltdach, 18. Jahrhundert; Holzwerk erneuert | D-4-71-185-17  | BW                                  |
| Anger 8 (Standort)                                                  | Dreiseithof, Wohnbau                                 | zweigeschossiger Satteldachbau, Mitte 19. Jahrhundert | D-4-71-185-9   | BW                                  |
| Anger 8 (Standort)                                                  | Dreiseithof                                          | Stadel | D-4-71-185-9   | BW                                  |
| Anger 8 (Standort)                                                  | Dreiseithof                                          | Stallgebäude | D-4-71-185-9   | BW                                  |
| Anger 11 (Standort)                                                 | Gehöft, Wohnhaus                                     | Zweigeschossiges Wohnhaus mit Fachwerkgiebel, 18. Jahrhundert | D-4-71-185-10  | weitere Bilder                      |
| Anger 11 (Standort)                                                 | Gehöft, Stadel                                       | | D-4-71-185-10  | BW                                  |
| Anger 11 (Standort)                                                 | Gehöft, Nebengebäude                                 | | D-4-71-185-10  | BW                                  |
| Anger 11 (Standort)                                                 | Gehöft, Nebengebäude                                 | | D-4-71-185-10  | BW                                  |
| Anger 16 (Standort)                                                 | Angerschmiede                                        | Zweigeschossiger Walmdachbau, Obergeschoss Fachwerk, wohl 18. Jahrhundert | D-4-71-185-11  | weitere Bilder                      |
| Anger 19 (Standort)                                                 | Griesmühle                                           | Zweigeschossiger Satteldachbau, Fachwerkobergeschoss, 17./18. Jahrhundert | D-4-71-185-12  | BW                                  |
| Anger 21 (Standort)                                                 | Wohnhaus der Griesmühle                              | Walmdachhaus, Fachwerk auf hohem Kellersockel, zweite Hälfte 18. Jahrhundert | D-4-71-185-14  | weitere Bilder                      |
| Anger 26 (Standort)                                                 | Hofanlage, Bauernhaus                                | zweigeschossiger Walmdachbau mit Fachwerkobergeschoss, 1702, Stallanbau 1908 aufgestockt | D-4-71-185-15  | weitere Bilder                      |
| Anger 26 (Standort)                                                 | Hofanlage, Fachwerkstadel                            | mit Satteldach, 18. Jahrhundert | D-4-71-185-15  | BW                                  |
| Anger 26 (Standort)                                                 | Hofanlage, Backhaus                                  | Massiv, mit Satteldach, zweite Hälfte 19. Jahrhundert | D-4-71-185-15  | BW                                  |
| Anger 43 (Standort)                                                 | Bauernhaus                                           | Zweigeschossiger Mansardwalmdachbau, Obergeschoss teilweise Fachwerk, 18. Jahrhundert | D-4-71-185-16  | weitere Bilder                      |
| Anger; Leitenbach (Standort)                                        | Sandsteinskulptur Heiliger Johann Nepomuk            | Schule des Ferdinand Tietz, um 1750/60 | D-4-71-185-13  | weitere Bilder                      |
| Bamberger Straße 6 (Standort)                                       | Ehemaliges Bahnhofshotel                             | Zweigeschossiger Gruppenbau mit hohem Mansarddach, Eckturm mit geschweifter Haube, von 1908 | D-4-71-185-18  | BW                                  |
| Demmelsdorfer Straße 2 (Standort)                                   | Wegkreuz                                             | Sandstein, gotisierend, um 1900 | D-4-71-185-289 | BW                                  |
| Friedhofweg 1 (Standort)                                            | Friedhofskapelle                                     | bezeichnet 1868 | D-4-71-185-19  | weitere Bilder                      |
| Friedhofweg 1 (Standort)                                            | Grabmäler                                            | klassizistisch und historistisch, 19. und frühes 20. Jahrhundert; Kruzifix mit anbetendem Putto, Sandstein, Ende 18. Jahrhundert, auf dem Muß´schen Grab | D-4-71-185-19  | BW                                  |
| Friedhofweg 1 (Standort)                                            | Friedhofskreuz                                       | Friedhofskreuz, neugotisch, zweite Hälfte 19. Jahrhundert | D-4-71-185-19  | BW                                  |
| Grumbachstraße 12 (Standort)                                        | Bildstock                                            | Abgefaster Vierkantschaft, vierseitiger Aufsatz mit Bildtafeln und Muschelgiebel, Eisenkreuz, bezeichnet „1712 ren. 1879“ | D-4-71-185-20  | BW                                  |
| Hadlleiten (Standort)                                               | Bildstock                                            | Sandsteinsäule, vierseitiger Aufsatz mit Bildnischen und Muschelgiebel, 17. Jahrhundert | D-4-71-185-90  | BW                                  |
| Häfnermarkt 1 (Standort)                                            | Langheimer Hof                                       | Massiver, zweigeschossiger Walmdachbau mit geohrten Fenstergewänden und Eckquaderung, bezeichnet „1732“, Südostflügel 1915 | D-4-71-185-21  | BW                                  |
| Häfnermarkt 6 (Standort)                                            | Ehemaliger Freihof                                   | Zweigeschossiger, giebelständiger Satteldachbau, Giebel verputztes Fachwerk, 17./18. Jahrhundert | D-4-71-185-22  | BW                                  |
| Hauptstraße (Standort)                                              | Marienbrunnen                                        | Brunnen mit Brunnensäule, Sandstein, 1887 von Gustav Haeberle, Madonnenbild 1877 von Pankraz Schönberger | D-4-71-185-23  | weitere Bilder                      |
| Hauptstraße 1 (Standort)                                            | Wohnhaus                                             | Massiver, zweigeschossiger Walmdachbau mit Fenstergewänden und Ecklisenen, verputzt, erste Hälfte 19. Jahrhundert | D-4-71-185-24  | weitere Bilder                      |
| Hauptstraße 6 (Standort)                                            | Wohnhaus                                             | Zweigeschossiger Walmdachbau, spätklassizistisch, 1875 | D-4-71-185-25  | weitere Bilder                      |
| Hauptstraße 6 (Standort)                                            | Rückgebäude                                          | mit Kreuzfachwerk im Giebel | D-4-71-185-25  | BW                                  |
| Hauptstraße 11 (Standort)                                           | Wohnhaus                                             | Zweigeschossiger traufseitiger Fachwerkbau mit Satteldach, überbaute Einfahrt, bezeichnet „1731“ | D-4-71-185-26  | weitere Bilder                      |
| Hauptstraße 12 (Standort)                                           | Katholische Marienkapelle                            | Sandsteinquaderbau mit Einturmfassade und eingezogenem Chor, neugotisch, 1885 von Gustav Haeberle; mit Ausstattung | D-4-71-185-169 | weitere Bilder                      |
| Hauptstraße 18 (Standort)                                           | Wohnhaus                                             | Obergeschoss und Giebel reiches Fachwerk, bezeichnet „1687“, Erdgeschoss verändert, mit klassizistischer Toreinfahrt | D-4-71-185-29  | BW                                  |
| Hauptstraße 18 (Standort)                                           | Rückgebäude                                          | Fachwerk | D-4-71-185-29  | BW                                  |
| Hauptstraße 19 (Standort)                                           | Ackerbürgerhaus                                      | Zweigeschossiger, traufständiger Satteldachbau mit Fachwerkobergeschoss und Torfahrt, bezeichnet „1723“ | D-4-71-185-30  | weitere Bilder                      |
| Hauptstraße 19 (Standort)                                           | Ehemalige Trockenhalle                               | Ende 19. Jahrhundert | D-4-71-185-30  | BW                                  |
| Hauptstraße 24 (Standort)                                           | Wohnhaus                                             | Zweistöckiges Walmdachhaus, im Kern Fachwerk, 18./19. Jahrhundert | D-4-71-185-31  | weitere Bilder                      |
| Hauptstraße 24 (Standort)                                           | Wohngebäude                                          | Rückwärtig | D-4-71-185-31  | BW                                  |
| Hauptstraße 25 (Standort)                                           | Ackerbürgerhaus                                      | Zweigeschossiger, traufseitiger Satteldachbau mit Einfahrt, bezeichnet „1837“ | D-4-71-185-32  | weitere Bilder                      |
| Hauptstraße 26 (Standort)                                           | Altes Rathaus                                        | Massiver zweigeschossiger Satteldachbau mit Schweifgiebeln, neubarock, 1900 von Gustav Haeberle, im Kern Mitte 18. Jahrhundert | D-4-71-185-33  | weitere Bilder                      |
| Hauptstraße 28 (Standort)                                           | Wohnhaus                                             | Giebelständiger Satteldachbau mit Fachwerkobergeschoss, 17./18. Jahrhundert | D-4-71-185-34  | weitere Bilder                      |
| Hauptstraße 29 (Standort)                                           | Gasthof Zur Schwane                                  | Walmdachbau mit Fachwerkobergeschoss, erste Hälfte 18. Jahrhundert | D-4-71-185-35  | weitere Bilder                      |
| Hauptstraße 29 (Standort)                                           | Stallgebäude                                         | 1879 | D-4-71-185-35  | BW                                  |
| Hauptstraße 29 (Standort)                                           | Stadel                                               | 1880 | D-4-71-185-35  | BW                                  |
| Hauptstraße 30 (Standort)                                           | Ehemaliger Kutscherhof                               | Zweigeschossiger Walmdachbau mit Toreinfahrt, Obergeschoss ehemals verputztes Fachwerk, 18./19. Jahrhundert | D-4-71-185-36  | weitere Bilder                      |
| Schwemme 4 (Standort)                                               | Scheune                                              | Fachwerkstadel über ausgedehnter Kelleranlage, 17./18. Jahrhundert | D-4-71-185-36  | weitere Bilder                      |
| Schwemme 4 (Standort)                                               | Ehemaliges Kutscherhäuschen                          | Um 1900 | D-4-71-185-36  | weitere Bilder                      |
| Schwemme 4 (Standort)                                               | Reste der Hofmauer                                   | | D-4-71-185-36  | BW                                  |
| Hauptstraße 31 (Standort)                                           | Gasthof Goldener Anker                               | Zweigeschossiger, traufständiger Satteldachbau mit stichbogigen Fenstergewänden und Tordurchfahrt, 1880 | D-4-71-185-37  | weitere Bilder                      |
| Hauptstraße 31 (Standort)                                           | Stallgebäude                                         | zweigeschossig mit Fachwerkobergeschoss, Ende 19. Jahrhundert | D-4-71-185-37  | BW                                  |
| Hauptstraße 31 (Standort)                                           | Fachwerkstadel                                       | Satteldach, 1880 | D-4-71-185-37  | BW                                  |
| Hauptstraße 32 (Standort)                                           | Wohnhaus                                             | Zweigeschossiger Satteldachbau mit Fachwerkobergeschoss, 17./18. Jahrhundert, Erdgeschoss verändert Fachwerkstadel, Satteldach | D-4-71-185-38  | weitere Bilder                      |
| Hauptstraße 33 (Standort)                                           | Dillighaus, ehemaliges Zunfthaus der Brauer          | Zweigeschossiger Traufseitbau mit Toreinfahrt, Obergeschoss reiches Fachwerk mit Erker und Zwiebelhaube, 1692 von Jörg Hoffmann | D-4-71-185-39  | weitere Bilder                      |
| Hauptstraße 33 (Standort)                                           | Fachwerkstadel                                       | mit Satteldach, Erdgeschoss verändert | D-4-71-185-39  | BW                                  |
| Hauptstraße 34 (Standort)                                           | Neues Rathaus (ehemaliges Kastenamt)                 | Massiver, zweigeschossiger Mansardwalmdachbau mit Fensterrahmen und Ecklisenen in Bänderrustika in der Art Johann Jakob Michael Küchels, 1766 | D-4-71-185-40  | weitere Bilder                      |
| Hauptstraße 34 (Standort)                                           | Ehemalige Gartenummauerung                           | zum Teil die spätmittelalterliche Stadtbefestigung nutzend, 14./15. Jahrhundert | D-4-71-185-40  | BW                                  |
| Hauptstraße 35 (Standort)                                           | Wohnhaus                                             | Verputzter Traufseitbau mit Toreinfahrt, um 1850/60 | D-4-71-185-41  | BW                                  |
| Hauptstraße 36 (Standort)                                           | Bürgerhaus in Ecklage                                | Zweigeschossig mit Halbwalmdach, Fenstergewände und Eckpilaster, 17. Jahrhundert; Erdgeschoss im späten 19. Jahrhundert verändert | D-4-71-185-42  | weitere Bilder                      |
| Hauptstraße 37 (Standort)                                           | Wohnhaus                                             | Zweigeschossiger Traufseitbau mit Tordurchfahrt, Ende 18./Anfang 19. Jahrhundert | D-4-71-185-43  | weitere Bilder                      |
| Hauptstraße 37 (Standort)                                           | Stallgebäude                                         | Zweigeschossig, mit offenem Laubengang, 1890 | D-4-71-185-43  | BW                                  |
| Hauptstraße 37 (Standort)                                           | Stadel                                               | 1913 | D-4-71-185-43  | BW                                  |
| Hauptstraße 38 (Standort)                                           | Ehemalige Stadtmühle                                 | Zweigeschossiger Traufseitbau mit Fenstergewänden, Fensterschürzen, Ecklisenen und Mansarddach, zweite Hälfte 18. Jahrhundert | D-4-71-185-44  | weitere Bilder                      |
| Hauptstraße 38 (Standort)                                           | Rückgebäude                                          | mit Walmdach und Fachwerk, 18. Jahrhundert | D-4-71-185-44  | BW                                  |
| Hauptstraße 39 (Standort)                                           | Brauerei und Gasthof Drei Kronen                     | Langgestrecktes Doppelhaus, zweigeschossige Traufseitbauten mit korbbogiger Tordurchfahrt, Rokokoausleger, 1747 | D-4-71-185-45  | weitere Bilder                      |
| Hauptstraße 39 (Standort)                                           | Brauhaus                                             | Rückwärtig, zweigeschossiges, verputztes Frackdachgebäude, um 1898, im Kern wohl älter, im Erdgeschoss verändert | D-4-71-185-45  | BW                                  |
| Hauptstraße 39 (Standort)                                           | Lagergebäude                                         | zweigeschossiger Pultdachbau, Obergeschoss Fachwerk, mit Laubengang, zweite Hälfte 18. Jahrhundert | D-4-71-185-45  | BW                                  |
| Hauptstraße 41 (Standort)                                           | Wohnhaus                                             | Hofanlage; zweigeschossiger, traufständiger und verputzter Satteldachbau mit Tordurchfahrt und geohrten Fenstergewänden, 1667 (dendro.dat.), um 1730 barockisiert und teilweise versteinert | D-4-71-185-46  | weitere Bilder                      |
| Hauptstraße 41 (Standort)                                           | Nebengebäude                                         | Hofanlage; Seitenflügel, westlich zweigeschossiger Fachwerkbau mit Laubengang, im Kern 1690 (dendro.dat.), östlich Holzlege, schmaler, zum Hof offener Fachwerkbau mit Satteldach, 1796 (dendro.dat.), nach Süden zweigeschossiger Stallbau mit Fachwerkobergeschoss, 1865 (dendro. dat.) über wohl älterem Erdgeschoss, Sandstein | D-4-71-185-46  | BW                                  |
| Hauptstraße 41 (Standort)                                           | Scheune                                              | Hofanlage; Scheune, 1893 (dendro.dat.) | D-4-71-185-46  | BW                                  |
| Hauptstraße 43 (Standort)                                           | Wohnhaus                                             | Dreigeschossiger Walmdachbau, im Kern Fachwerk des 18. Jahrhunderts, Sandsteinfassade Mitte 19. Jahrhundert | D-4-71-185-47  | weitere Bilder                      |
| Hauptstraße 45 (Standort)                                           | Wohnhaus                                             | Zweigeschossiger Walmdachbau mit Fachwerk, 18. Jahrhundert | D-4-71-185-48  | BW                                  |
| Hauptstraße 47 (Standort)                                           | Wohnhaus                                             | Massiver, dreigeschossiger, Walmdachbau, klassizistisch, um 1840, Erdgeschoss verändert | D-4-71-185-49  | BW                                  |
| Heiligengäßlein 3 (Standort)                                        | Kruzifix                                             | Bezeichnet „1914 Schmittinger“ | D-4-71-185-51  | BW                                  |
| Klingen (Standort)                                                  | Bildstock                                            | Säule mit vierseitigem Aufsatz und Rundbogengiebeln, bezeichnet „1738“ | D-4-71-185-92  | Bildstock                           |
| Leiten (Standort)                                                   | Feldkapelle                                          | 1889, mit Pietà, 1726 | D-4-71-185-85  | Feldkapelle                         |
| Lohäcker (Standort)                                                 | Bildstock                                            | Säule mit Kapitell vierseitigem Aufsatz mit Hochreliefs und Rundgiebeln, 18. Jahrhundert | D-4-71-185-137 | BW                                  |
| Neumarkt 1 (Standort)                                               | Ehemaliges Wirtshaus Zur Rose                        | Zweigeschossiger Walmdachbau mit Zierfachwerkobergeschoss, bezeichnet „1687“ | D-4-71-185-52  | weitere Bilder                      |
| Neumarkt 1 (Standort)                                               | Nebengebäude                                         | 17./18. Jahrhundert | D-4-71-185-52  | BW                                  |
| Neumarkt 2 (Standort)                                               | Katholische Spitalkirche St. Elisabeth               | Barocke Saalkirche mit Satteldach, eingezogener Chor, Dachreiter, 1765–1769 von Johann Jakob Michael Küchel; mit Ausstattung; Teil des Spitals, vergleiche Neumarkt 4 | D-4-71-185-53  | weitere Bilder                      |
| Neumarkt 4 (Standort)                                               | Spitalgebäude                                        | Zweigeschossiger Walmdachbau mit geohrten Fenstergewänden und Eckpilastern, Dreiecksgiebel mit Rokokoverzierungen, 1773 wohl von Friedrich Schneller, im Inneren verändert | D-4-71-185-54  | Spitalgebäude                       |
| Nähe Anger (Standort)                                               | Hofeinfahrt                                          | bezeichnet 1741 | D-4-71-185-54  | BW                                  |
| Neumarkt 4 (Standort)                                               | Fachwerkstadel                                       | | D-4-71-185-54  | BW                                  |
| Neumarkt 2 (Standort)                                               | Ziehbrunnen                                          | | D-4-71-185-54  | BW                                  |
| Neumarkt 4; Neumarkt 2; Nähe Anger; Neumarkt 6 (Standort)           | Ummauerung                                           | den gesamten Spitalkomplex zusammenfassend; vergleiche Neumarkt 2 und Neumarkt 6 | D-4-71-185-54  | BW                                  |
| Neumarkt 5 (Standort)                                               | Kleinbauernhaus                                      | Eingeschossiger, traufständiger Halbwalmdachbau, Fenstergewände, 1840er Jahre | D-4-71-185-55  | Kleinbauernhaus                     |
| Neumarkt 6 (Standort)                                               | Spitalpflegerhaus                                    | Zweigeschossiger Walmdachbau mit Fenstergewänden und Ecklisenen, zweite Hälfte 18. Jahrhundert; vergleiche Neumarkt 2 und 4 | D-4-71-185-56  | Spitalpflegerhaus                   |
| Neumarkt 8; Neumarkt 10 (Standort)                                  | Wohnhaus                                             | Zweigeschossiger Walmdachbau mit Ecklisenen, um 1800 Ehemaliger Pferdestall | D-4-71-185-57  | BW                                  |
| Neumarkt 11 (Standort)                                              | Kleinhaus                                            | Eingeschossig mit traufseitigem Mansardhalbwalmdach, um 1800 Stadel | D-4-71-185-58  | Kleinhaus                           |
| Neumarkt 12 (Standort)                                              | Bauernhaus                                           | Zweigeschossiger Walmdachbau mit Fachwerkobergeschoss, Südfassade massiv, 18. Jahrhundert | D-4-71-185-59  | weitere Bilder                      |
| Neumarkt 12 (Standort)                                              | Stadel                                               | | D-4-71-185-59  | weitere Bilder                      |
| Neumarkt 20 (Standort)                                              | Forstamt                                             | Zweigeschossiger Satteldachbau, Eckpilaster und Sandsteingewände, neubarock, um 1905 | D-4-71-185-60  | BW                                  |
| Neumarkt 20 (Standort)                                              | Remise                                               | | D-4-71-185-60  | BW                                  |
| Oberend (Standort)                                                  | Sogenannte Geleitsmarter                             | Bildstock, Sandstein, spätgotisch | D-4-71-185-294 | Sogenannte Geleitsmarter            |
| Oberend 1; Oberend 1 a (Standort)                                   | Ehemaliger Brauereigasthof Nüßlein                   | Zweigeschossiger Mansardwalmdachbau mit Ecklisenen und Tordurchfahrt, zweite Hälfte 18. Jahrhundert | D-4-71-185-61  | weitere Bilder                      |
| Oberend 1; Oberend 1 a (Standort)                                   | Brauereigebäude                                      | 19. Jahrhundert | D-4-71-185-61  | BW                                  |
| Oberend 1; Oberend 1 a (Standort)                                   | Stadel                                               | 19. Jahrhundert | D-4-71-185-61  | BW                                  |
| Oberend 3 (Standort)                                                | Gasthaus Krapp                                       | Stattlicher zweigeschossiger Traufseitbau mit Tordurchfahrt, Eckpilaster und Fenstergewände, bezeichnet „1840“, Erdgeschoss im Inneren verändert | D-4-71-185-63  | Gasthaus Krapp                      |
| Oberend 3 (Standort)                                                | Stadel                                               | | D-4-71-185-63  | BW                                  |
| Oberend 3 (Standort)                                                | Stallgebäude                                         | | D-4-71-185-63  | BW                                  |
| Oberend 4 (Standort)                                                | Bürgerhaus, zeitweise Postamt                        | Zweigeschossiger Walmdachbau mit Mezzanin, Erdgeschoss Natursteinquader und stichbogige Fenster, Obergeschosse Quaderputz, Walmdach, 1850/60er Jahre | D-4-71-185-64  | Bürgerhaus, zeitweise Postamt       |
| Oberend 9 (Standort)                                                | Hofanlage: Wohnhaus                                  | zweigeschossiger, traufständiger Satteldachbau, Westgiebel mit Halbwalm, Ecklisenen und Fenstergewände, Erdgeschoss verändert, Ende 18. Jahrhundert | D-4-71-185-66  | weitere Bilder                      |
| Oberend 9 (Standort)                                                | Hofanlage: Fotoatelier                               | Ende 19. Jahrhundert | D-4-71-185-66  | BW                                  |
| Oberend 9 (Standort)                                                | Hofanlage: Stadel                                    | | D-4-71-185-66  | BW                                  |
| Oberend 9 (Standort)                                                | Hofanlage: Nebengebäude                              | | D-4-71-185-66  | BW                                  |
| Oberend 15 (Standort)                                               | Ackerbürgerhaus                                      | Zweigeschossiger, traufständiger Satteldachbau, Straßenfassade Sandstein mit Eckpilaster und Tordurchfahrt, erste Hälfte 19. Jahrhundert | D-4-71-185-67  | Ackerbürgerhaus                     |
| Oberend 15 (Standort)                                               | Stadel                                               | | D-4-71-185-67  | BW                                  |
| Oberend 18 (Standort)                                               | Kleinhaus                                            | Eingeschossig mit Ecklisenen und Mansardhalbwalmdach, frühes 19. Jahrhundert; Stadel | D-4-71-185-68  | Kleinhaus                           |
| Oberend 20; Oberend 20 a; Oberend 20 b (Standort)                   | Ehemalige Ziegelmühle, Hauptgebäude                  | Zweigeschossig, 1650/51 (dendrochronologisch datiert) mit Halbwalmdach, 1768/69 (dendrochronologisch datiert) und verputztem Fachwerk, bezeichnet „1786“ | D-4-71-185-69  | Ehemalige Ziegelmühle, Hauptgebäude |
| Oberend 20; Oberend 20 a; Oberend 20 b (Standort)                   | Ehemalige Ziegelmühle, Schneidmühle                  | Mit einseitig gekapptem Halbwalmdach, 19. Jahrhundert | D-4-71-185-69  | BW                                  |
| Oberend 20; Oberend 20 a; Oberend 20 b (Standort)                   | Ehemalige Ziegelmühle, Stallgebäude mit Wohngeschoss | 1880 von Maurermeister Schmittinger | D-4-71-185-69  | BW                                  |
| Oberend 20; Oberend 20 a; Oberend 20 b (Standort)                   | Ehemalige Ziegelmühle, Stadel                        | 19. Jahrhundert | D-4-71-185-69  | BW                                  |
| Oberend 20; Oberend 20 a; Oberend 20 b (Standort)                   | Ehemalige Ziegelmühle, Backofen mit Holzlege         | Zweite Hälfte 19. Jahrhundert; Hofmauer 17./18. Jahrhundert | D-4-71-185-69  | BW                                  |
| Oberend 21 (Standort)                                               | Wohnhaus                                             | Zweigeschossiger Mansardwalmdachbau mit Fachwerkobergeschoss, bezeichnet „1781“ | D-4-71-185-70  | Wohnhaus                            |
| Oberend 31 (Standort)                                               | Kreuzgruppe                                          | Neugotisch, 1876 von Lorenz Kamm | D-4-71-185-86  | weitere Bilder                      |
| Oberend 31 (Standort)                                               | Gedenkstein                                          | An Columba Schonath (1730–1787), errichtet 1892 | D-4-71-185-1   | Gedenkstein                         |
| Oberer Baumberg (Standort)                                          | Feldkapelle                                          | Um 1910 | D-4-71-185-317 | BW                                  |
| Ostlandstraße 6 (Standort)                                          | Bildstock                                            | Sandstein, abgefaster Viereckpfeiler, vierseitiger Aufsatz mit geschweiften Giebelabdachung, barockisierend, 1929 von Pius Schmittinger 1967 eiserner Äskulapstab als Bekrönung | D-4-71-185-71  | BW                                  |
| Reut (Standort)                                                     | Stele                                                | Neuromanisch, mit Bildnische, bezeichnet „1874“ | D-4-71-185-352 | Stele                               |
| Schießgraben (Standort)                                             | Bildstock                                            | Säule, vierseitiger Aufsatz mit Reliefs und Dreiecks- bzw. Eselrückengiebel, bezeichnet „1618“ | D-4-71-185-72  | BW                                  |
| Schweisdorfer Straße 2 (Standort)                                   | Bildstock                                            | Sandstein, gebauchter Schaft, vierseitiger Aufsatz mit leeren Bildnischen und Muschelgiebel, bezeichnet „1705“ und „1769“ | D-4-71-185-50  | weitere Bilder                      |
| Schweisdorfer Straße 2 (Standort)                                   | Feuersmühle                                          | Stattlicher zweigeschossiger Mansardwalmdachbau mit Fachwerkobergeschoss, zweite Hälfte 18. Jahrhundert | D-4-71-185-74  | weitere Bilder                      |
| Schweisdorfer Straße 2 (Standort)                                   | Feuersmühle                                          | Stadel und Stallgebäude | D-4-71-185-74  | BW                                  |
| Schweisdorfer Straße 2 (Standort)                                   | Feuersmühle, Schneidmühle                            | | D-4-71-185-74  | BW                                  |
| Schweisdorfer Straße 2 (Standort)                                   | Feuersmühle, überbaute Kelleranlage                  | Zweite Hälfte 19. Jahrhundert | D-4-71-185-74  | BW                                  |
| Schwemme 8 (Standort)                                               | Wohnhaus                                             | Zweigeschossiger Satteldachbau mit Fachwerkobergeschoss, 18. Jahrhundert | D-4-71-185-76  | weitere Bilder                      |
| Spitalleiten (Standort)                                             | Kreuzigungsgruppe                                    | Sandstein, bezeichnet „1901 Pius Schmittinger“ | D-4-71-185-87  | BW                                  |
| Weiherschlag (Standort)                                             | Bildstock                                            | Sandsteinsäule mit zweiseitigem Aufsatz, Relief und Rundbogengiebel, bezeichnet „1720“ | D-4-71-185-89  | BW                                  |
| Wilhelm-Spengler-Straße 1 (Standort)                                | Katholische Pfarrkirche St. Kilian                   | Dreischiffige spätgotische Staffelhallenkirche mit Satteldach, eingezogener Chor, Chorflankenturm mit Spitzhelm, 14.–16. Jahrhundert; mit Ausstattung | D-4-71-185-77  | weitere Bilder                      |
| Wilhelm-Spengler-Straße 3 (Standort)                                | Katholisches Pfarrhaus                               | Zweigeschossiger Mansarddachbau mit Eckpilastern und Fenstergewänden, Sandsteinportal, 1776–1780 von Johann Vogel | D-4-71-185-78  | weitere Bilder                      |
| Wilhelm-Spengler-Straße 3 (Standort)                                | Stadel und Remise                                    | 1777–1780 | D-4-71-185-78  | BW                                  |
| Oberend 6 (Standort)                                                | Hofmauer                                             | 1770/80er Jahre | D-4-71-185-78  | BW                                  |
| Wilhelm-Spengler-Straße 5 (Standort)                                | Benefiziatenhaus                                     | Stattlicher zweigeschossiger Walmdachbau mit Fenstergewänden, Anfang 19. Jahrhundert | D-4-71-185-79  | weitere Bilder                      |
| Wilhelm-Spengler-Straße 6 (Standort)                                | Gasthaus Linderhof                                   | Massiver, zweigeschossiger Walmdachbau mit Mezzanin, reicher Fassadengliederung mit Lisenengestell, um 1890 | D-4-71-185-80  | weitere Bilder                      |
| Wilhelm-Spengler-Straße 7 (Standort)                                | Ehemalige Vogtei, heute Sparkasse                    | Zweigeschossiger Mansardwalmdachbau mit Ecklisenen und betonter Mittelachse, Freitreppe, 1790, Erdgeschoss weitgehend entkernt, Freitreppe erneuert | D-4-71-185-81  | weitere Bilder                      |
| Wilhelm-Spengler-Straße 12 (Standort)                               | Wohnhaus                                             | Zweigeschossiger giebelständiger Satteldachbau mit Fachwerkobergeschoss, erste Hälfte 18. Jahrhundert | D-4-71-185-82  | weitere Bilder                      |
| Wilhelm-Spengler-Straße 14 (Standort)                               | Wohnhaus                                             | Zweigeschossiger Walmdachbau mit Fachwerkobergeschoss, 18. Jahrhundert | D-4-71-185-83  | weitere Bilder                      |
| Zum Reinsee 4 (Standort)                                            | Lohmühle                                             | Zweigeschossiger Satteldachbau, Fachwerk | D-4-71-185-84  | BW                                  |
| Zum Reinsee 4 (Standort)                                            | Lohmühle: Scheune                                    | mit Halbwalmdach | D-4-71-185-84  | BW                                  |
| Zum Reinsee 4 (Standort)                                            | Lohmühle: Nebengebäude                               | 18. Jahrhundert | D-4-71-185-84  | BW                                  |
| Straßäcker (Standort)                                               | Wegkreuz                                             | Kruzifix, Viernageltypus, und Inschriftsockel, Sand- und Kalkstein, später Historismus, um 1920. | D-4-71-185-356 | BW                                  |

### Burgellern
| Lage                                                   | Objekt                                                                                          | Beschreibung | Akten-Nr.                | Bild                         |
| ------------------------------------------------------ | ----------------------------------------------------------------------------------------------- | --- | ------------------------ | ---------------------------- |
| Am Ellerbach 3 (Standort)                              | Wohnstallbau                                                                                    | Zweigeschossiger, giebelständiger Satteldachbau, Obergeschoss Fachwerk, im Kern 18. Jahrhundert, Erdgeschoss im 19. Jahrhundert massiv ausgebaut                                                       | D-4-71-185-96            | weitere Bilder               |
| Am Ellerbach 5 (Standort)                              | Bauernhaus                                                                                      | Mit Walmdach, Obergeschoss Fachwerk, wohl 18. Jahrhundert | D-4-71-185-97            | Bauernhaus                   |
| Am Ellerbach 7 (Standort)                              | Bauernhaus                                                                                      | Obergeschoss Fachwerk, Satteldach verändert, 18. Jahrhundert | D-4-71-185-98            | Bauernhaus                   |
| Am Ellerbach 9 (Standort)                              | Sandsteinfigur des Heiligen Johann Nepomuk                                                      | Bezeichnet „1783“ | D-4-71-185-101           | weitere Bilder               |
| Am Ellerbach 11 (Standort)                             | Wohnstallbau                                                                                    | Zweigeschossig mit Walmdach, Obergeschoss Fachwerk, im Kern 18. Jahrhundert, Erdgeschoss im 19. Jahrhundert massiv ausgebaut                                                                           | D-4-71-185-99            | weitere Bilder               |
| Am Ellerbach 36 (Standort)                             | Schiefermühle, ehemalige Korn- und Sägemühle                                                    | Dreigeschossiger Bau mit Mansardwalmdach, Erd- und erstes Obergeschoss Sandsteinquader, zweites Obergeschoss verputzt, im Kern 18. Jahrhundert, bezeichnet „1824“                                      | D-4-71-185-100           | weitere Bilder               |
| Am Ellerbach 36 (Standort)                             | Schiefermühle, Remise mit Holzlege                                                              | Fachwerk auf Sandsteinsockelgeschoss, Satteldach, 19. Jahrhundert | D-4-71-185-100           | weitere Bilder               |
| Am Ellerbach 36 (Standort)                             | Schiefermühle, Fachwerkstadel                                                                   | Satteldach | D-4-71-185-100           | weitere Bilder               |
| Am Ellerbach 36 (Standort)                             | Schiefermühle, Stallungsgebäude                                                                 | Erdgeschoss Sandsteinquader, um 1835, Fachwerkobergeschoss 20. Jahrhundert | D-4-71-185-100           | weitere Bilder               |
| Am Ellerbach 36 (Standort)                             | Schiefermühle, Nebengebäude                                                                     | Zweigeschossig, Fachwerkobergeschoss mit Krüppelwalmdach, im Sockel bezeichnet „1776“ | D-4-71-185-100           | weitere Bilder               |
| Am Ellerbach 36 (Standort)                             | Schiefermühle, Steinpfosten der Hofeinfahrt                                                     | | D-4-71-185-100           | BW                           |
| Columba-Schonath-Straße 2 (Standort)                   | Ehemaliges Gasthaus                                                                             | Massiver, zweigeschossiger Walmdachbau mit Eckpilastern, verputzt, zweites Viertel 19. Jahrhundert | D-4-71-185-111           | Ehemaliges Gasthaus          |
| Columba-Schonath-Straße 2 (Standort)                   | Bildstock                                                                                       | Sandstein, ionische Säule mit Wappenkartusche, ein halbes Mühlrad und Mühlbille zeigend, vierseitiger Aufsatz mit Bildnischen und Muschelgiebeln, Steinkreuz, bezeichnet 1694                          | D-4-71-185-118           | Bildstock                    |
| Columba-Schonath-Straße 6 (Standort)                   | Bildstock                                                                                       | Sandsteinsäule, vierseitiger Aufsatz mit leeren Bildnischen und Muschelgiebel, 18. Jahrhundert | D-4-71-185-117           | BW                           |
| Columba-Schonath-Straße 23 (Standort)                  | Kellerhaus                                                                                      | Mit Fachwerkaufbau, Walmdach, innen bezeichnet „183“ | D-4-71-185-108           | BW                           |
| Columba-Schonath-Straße/Am Ellerbach (Standort)        | Brunnen mit Sandsteinpfeiler                                                                    | Mit neuromanischen Formen, zweite Hälfte 19. Jahrhundert | D-4-71-185-102           | Brunnen mit Sandsteinpfeiler |
| Kirchplatz 1 (Standort)                                | Schloss Burgellern, ehemaliges domkapitelsches Schloss, heute Hotel                             | massiver, zweiflügelig-rechtwinkliger Baukomplex, dreigeschossig, mit Walmdach, im Kern 1758; in der ersten Hälfte 19. Jahrhundert weitgehend neu gebaut; mit klassizistischer Ausstattung, Anbau 1935 | D-4-71-185-95            | weitere Bilder               |
| Nähe Kirchplatz (Standort)                             | Ehemaliges Amtshaus                                                                             | massiver, zweigeschossiger Mansardwalmdachbau mit Ecklisenen, 1772 von Joseph Clemens Madler, in der Art Johann Jakob Michael Küchels                                                                  | D-4-71-185-95            | BW                           |
| Schloßwiesen (Standort)                                | Als Pumpstation erbautes sogenanntes Schlösschen                                                | massiver, zweigeschossiger Winkelbau, Satteldach, Eckturm mit Zinnenkranz, 1894 von Rudolf von Thünefeld                                                                                               | D-4-71-185-95            | BW                           |
| Kirchplatz 2 (Standort)                                | Wohnhaus                                                                                        | Massiver, zweigeschossiger Walmdachbau mit Mezzanin, Eckquaderung, 1854 | D-4-71-185-314           | weitere Bilder               |
| Kirchplatz 2 (Standort)                                | Stallstadel                                                                                     | Fachwerk, mit Satteldach, Ende 18. Jahrhundert; ehemals zum Schloss gehörig | D-4-71-185-314           | BW                           |
| Kirchplatz 4 (Standort)                                | Katholische Filialkirche St. Magdalena und Katharina                                            | 1716 von Gregor Finsterwalder, Saalbau mit Satteldach, eingezogener Chor, Sakristeianbau, Dachreiter Zwiebelhaube mit Laterne, Mausoleumsanbau 1862; mit Ausstattung                                   | D-4-71-185-109           | weitere Bilder               |
| Kirchplatz 6 (Standort)                                | Ehemalige Schule                                                                                | Eingeschossiger Bau mit Ecklisenen, ursprünglich Satteldach zu Mansardhalbwalmdach umgebaut, um 1820                                                                                                   | D-4-71-185-113           | Ehemalige Schule             |
| Kirchplatz 7 (Standort)                                | Wohnstallhaus                                                                                   | Eingeschossiger Satteldachbau mit Fachwerkgiebel, 18. Jahrhundert | D-4-71-185-311           | Wohnstallhaus                |
| Kirchplatz 7 (Standort)                                | Umfassungsmauern                                                                                | im 19. Jahrhundert erneuert | D-4-71-185-311           | BW                           |
| Kirchplatz 10 (Standort)                               | Wegkreuz                                                                                        | Sandsteinpfeiler, mit Gusseisenkreuz, bezeichnet „GSt.“, Ende 19. Jahrhundert | D-4-71-185-115           | Wegkreuz                     |
| Kirchplatz 11 (Standort)                               | Kleinbauernhaus                                                                                 | Eingeschossiger, traufständiger Satteldachbau, Fachwerk | D-4-71-185-114           | Kleinbauernhaus              |
| Kirchplatz 11 (Standort)                               | Kleinbauernhaus                                                                                 | Angebauter Fachwerkstadel; 18./19. Jahrhundert | D-4-71-185-114 zugehörig | Kleinbauernhaus              |
| Am westlichen Ortsende Richtung Schweisdorf (Standort) | Marter                                                                                          | Barock, 1715; nicht nachqualifiziert | D-4-71-185-119           | BW                           |
| Mühlbach 5 (Standort)                                  | Ehemalige Doppen-Mühle, ehemalige Korn- und Sägemühle, Geburtshaus der seligen Columba Schonath | Halbwalmdach, 18. Jahrhundert; 1873 teilweise massiv ausgebaut | D-4-71-185-107           | weitere Bilder               |
| Mühlbach 7 (Standort)                                  | Bauernhaus                                                                                      | Erdgeschossiger, traufständiger Frackdachbau, erste Hälfte 19. Jahrhundert | D-4-71-185-104           | weitere Bilder               |
| Mühlbach 9 (Standort)                                  | Bauernhaus                                                                                      | Zweigeschossig mit Mansardwalmdach und Fachwerkobergeschoss, bezeichnet „1807“, Kern 18. Jahrhundert                                                                                                   | D-4-71-185-105           | weitere Bilder               |
| Mühlbach 9 (Standort)                                  | Stadel                                                                                          | Gleichzeitig | D-4-71-185-105           | BW                           |
| Mühlbach 11 (Standort)                                 | Bauernhaus                                                                                      | Halbwalmdach, Obergeschoss verputztes Fachwerk, 18. Jahrhundert; Erdgeschoss im 19. Jahrhundert massiv ausgebaut                                                                                       | D-4-71-185-106           | weitere Bilder               |
| Mühlbach 11 (Standort)                                 | Stadel                                                                                          | | D-4-71-185-106           | BW                           |
| Mühlbach 11 (Standort)                                 | Ehemaliger Kleintierstall mit Holzlege                                                          | | D-4-71-185-106           | BW                           |
| Mühlbach; Scheßlitzer Ellernbach (Standort)            | Zweijochige Sandsteinbrücke                                                                     | 18. Jahrhundert | D-4-71-185-103           | weitere Bilder               |
| Nähe Kirchplatz (Standort)                             | Fachwerkstadel                                                                                  | Rückwärtige Giebelwand massiv, Satteldach, im Kern 16. Jahrhundert, bezeichnet „VB/JCB/1781“ | D-4-71-185-110           | weitere Bilder               |
| Seilersgasse 1; Seilersgasse 3 (Standort)              | Doppelkleinhaus                                                                                 | Krüppelwalmdach, Anfang 19. Jahrhundert | D-4-71-185-116           | Doppelkleinhaus              |

### Burglesau
| Lage                                            | Objekt                    | Beschreibung | Akten-Nr.      | Bild           |
| ----------------------------------------------- | ------------------------- | --- | -------------- | -------------- |
| Neuer Gollweg (Standort)                        | Trichtersperre BA 0093    | Vorbereiteter Straßensprengschacht für den Verteidigungsfall, drei im Abstand von 20 Metern angeordnete Sprengschächte mit Kreuzdeckel, zugehörig Kabelrohr zum Hang mit Abschlusskasten | D-4-71-185-318 | BW             |
| Der Neue Gollweg (Standort)                     | Trichtersperre BA 0093    | Vorbereiteter Straßensprengschacht für den Verteidigungsfall, drei im Abstand von 20 Metern angeordnete Sprengschächte mit Kreuzdeckel, zugehörig Kabelrohr zum Hang mit Abschlusskasten | D-4-71-185-319 | BW             |
| Groha (Standort)                                | Feldkreuz                 | Sandstein, Sockel bezeichnet „1860“ | D-4-71-185-295 | BW             |
| Lesauer Straße 10 (Standort)                    | Wohnstallbau              | Erdgeschoss massiv mit Eckquaderung, Obergeschoss Fachwerk, wohl erste Hälfte 17. Jahrhundert                                                                                            | D-4-71-185-120 | BW             |
| Lesauer Straße 26 (Standort)                    | Wohnstallbau              | Eingeschossiger, giebelständiger Satteldachbau, Wohnteil Fachwerk, 18. Jahrhundert | D-4-71-185-122 | BW             |
| Lesauer Straße 28 (Standort)                    | Mühle                     | Massiver, zweigeschossiger Walmdachbau, verputzt, wohl Anfang 19. Jahrhundert | D-4-71-185-123 | Mühle          |
| Lesauer Straße 29 (Standort)                    | Wohnstallbau              | Obergeschoss Fachwerk, 17./18. Jahrhundert; Erdgeschoss massiv ausgebaut | D-4-71-185-121 | BW             |
| Lesauer Straße 33 (Standort)                    | Wohnstallbau              | Erdgeschoss massiv ausgebaut, Obergeschoss Fachwerk, Halbwalmdach, 18./19. Jahrhundert                                                                                                   | D-4-71-185-127 | Wohnstallbau   |
| Lesauer Straße 35 (Standort)                    | Kleinhaus                 | Massiv, eingeschossig, mit Krüppelwalmdach, erste Hälfte 19. Jahrhundert | D-4-71-185-126 | BW             |
| Lesauer Straße 37 (Standort)                    | Ehemaliger Wohnstallbau   | Zweigeschossiger Satteldachbau, Fachwerk, giebelseitig profilierte Schwell- und Rähmbalken, 17./18. Jahrhundert                                                                          | D-4-71-185-125 | weitere Bilder |
| Lesauer Straße 39; Lesauer Straße 37 (Standort) | Bauernhof: Wohnstallhaus  | Zweigeschossiger, giebelständiger Satteldachbau, Erdgeschoss massiv, Obergeschoss Fachwerk, 18. Jahrhundert                                                                              | D-4-71-185-124 | weitere Bilder |
| Lesauer Straße 39; Lesauer Straße 37 (Standort) | Bauernhof: Kleintierstall | bezeichnet „1776“ | D-4-71-185-124 | weitere Bilder |
| Stübiger Weg 11 (Standort)                      | Wohnstallbau              | Fachwerk mit Zierformen, 17. Jahrhundert, Erdgeschoss im 19. Jahrhundert zum Teil massiv ausgebaut, Dach verändert                                                                       | D-4-71-185-128 | BW             |

### Demmelsdorf
| Lage                               | Objekt               | Beschreibung | Akten-Nr.      | Bild             |
| ---------------------------------- | -------------------- | --- | -------------- | ---------------- |
| Benno-Schmitt-Straße 2 (Standort)  | Wohnhaus             | Massiver, zweigeschossiger Walmdachbau mit Lisenengestellgliederung, um 1870                                                                       | D-4-71-185-130 | BW               |
| Benno-Schmitt-Straße 10 (Standort) | Wohnstallbau         | Zweigeschossiger, giebelständiger Satteldachbau, Obergeschoss verputztes Fachwerk, im Kern 17./18. Jahrhundert; äußere Erscheinung 19. Jahrhundert | D-4-71-185-131 | BW               |
| Benno-Schmitt-Straße 15 (Standort) | Kapelle St. Wendelin | Sandsteinquaderbau, Satteldach mit Dachreiter, bezeichnet „1867“                                                                                   | D-4-71-185-129 | weitere Bilder   |
| Benno-Schmitt-Straße 18 (Standort) | Bauernhaus           | Zweigeschossig, giebelständig, Fachwerk verputzt, 17.–19. Jahrhundert                                                                              | D-4-71-185-132 | BW               |
| Benno-Schmitt-Straße 22 (Standort) | Gasthaus Schmidt     | Massiv, zweigeschossig mit Ecklisenen, Giebel mit bemalter Schieferverkleidung, 19. Jahrhundert                                                    | D-4-71-185-133 | Gasthaus Schmidt |

### Dörrnwasserlos
| Lage                        | Objekt              | Beschreibung                                                                                             | Akten-Nr.      | Bild           |
| --------------------------- | ------------------- | --- | -------------- | -------------- |
| Dörrnwasserlos (Standort)   | Kapelle St. Ottilie | Fachwerk, Walmdach mit Dachreiter, bezeichnet (erneuert) „1783“                                          | D-4-71-185-134 | weitere Bilder |
| Dörrnwasserlos 5 (Standort) | Wohnstallhaus       | Obergeschoss Fachwerk, Giebel mit Schiefer verkleidet, 17./18. Jahrhundert; Erdgeschoss massiv ausgebaut | D-4-71-185-135 | BW             |
| Dörrnwasserlos 8 (Standort) | Wohnstallhaus       | Eingeschossiger Satteldachbau, Giebel Fachwerk, 18./19. Jahrhundert                                      | D-4-71-185-136 | BW             |

### Ehrl
| Lage                                        | Objekt                                          | Beschreibung | Akten-Nr.                | Bild             |
| ------------------------------------------- | ----------------------------------------------- | --- | ------------------------ | ---------------- |
| Ehrl 5 (Standort)                           | Wohnstallbau                                    | Mit Halbwalmdach, 18./19. Jahrhundert; im späteren 19. Jahrhundert massiv ausgebaut                                                                                         | D-4-71-185-139           | Wohnstallbau     |
| Ehrl 6 (Standort)                           | Wohnstallbau                                    | Zweigeschossiger Satteldachbau, Obergeschoss Fachwerk, wohl Ende 18. Jahrhundert                                                                                            | D-4-71-185-140           | Wohnstallbau     |
| Ehrl 7 (Standort)                           | Bauernhaus                                      | Eingeschossiger, giebelständiger Satteldachbau, massiv, Fachwerkgiebel, 18. Jahrhundert                                                                                     | D-4-71-185-141           | weitere Bilder   |
| Ehrl 8 (Standort)                           | Bauernhaus                                      | Zweigeschossiger, giebelständiger Fachwerkbau, 18. Jahrhundert, Erdgeschoss verändert                                                                                       | D-4-71-185-142           | BW               |
| Ehrl 8 (Standort)                           | Bauernhaus                                      | Kleintierstall | D-4-71-185-142 zugehörig | Bauernhaus       |
| Ehrl 10 (Standort)                          | Bauernhaus                                      | Eingeschossiger, giebelständiger Satteldachbau, Fachwerk | D-4-71-185-143           | BW               |
| Ehrl 10 (Standort)                          | Bauernhaus                                      | Fachwerkstadel, Satteldach; 17./18. Jahrhundert | D-4-71-185-143 zugehörig | Bauernhaus       |
| Ehrl 11 (Standort)                          | Gasthaus Fleischmann                            | Zweigeschossiger, giebelständiger Satteldachbau, Erdgeschoss massiv, Obergeschoss Fachwerk, 17./18. Jahrhundert, Erdgeschoss verändert                                      | D-4-71-185-144           | weitere Bilder   |
| Ehrl 12 (Standort)                          | Bauernhaus                                      | Zweigeschossiger, giebelständiger Satteldachbau mit Halbwalm über Straßengiebel, Erdgeschoss massiv, 19. Jahrhundert, Obergeschoss Fachwerk, verändert, 18./19. Jahrhundert | D-4-71-185-145           | Bauernhaus       |
| Ehrl 14 (Standort)                          | Wohnstallbau                                    | Zweigeschossiger Satteldachbau, Fachwerk, Erdgeschoss versteinert, 18./19. Jahrhundert                                                                                      | D-4-71-185-146           | BW               |
| Ehrl 15 (Standort)                          | Wohnhaus                                        | Massiver, zweigeschossiger Walmdachbau mit Ecklisenen und Fensterrahmungen, bezeichnet „1841“                                                                               | D-4-71-185-147           | weitere Bilder   |
| Ehrl 15 (Standort)                          | Stall                                           | Stallungsgebäude mit Fachwerkobergeschoss und Satteldach | D-4-71-185-147 zugehörig | weitere Bilder   |
| Ehrl 15 (Standort)                          | Einfriedung                                     | Einfriedung mit zwei Sandsteinpfosten und Metallstaketenzaun, 19. Jahrhundert                                                                                               | D-4-71-185-147 zugehörig | BW               |
| Ehrl 17 (Standort)                          | Bildstock                                       | Gewundene ionische Säule mit vierseitigem Aufsatz und Rundbogengiebeln, Kugelaufsatz, bezeichnet „1692“                                                                     | D-4-71-185-156           | Bildstock        |
| Ehrl 17 (Standort)                          | Mühle                                           | Zweigeschossiger Walmdachbau, mit Fachwerk, 18. Jahrhundert, im 19. Jahrhundert verändert                                                                                   | D-4-71-185-148           | Mühle            |
| Ehrl 17 (Standort)                          | Fachwerknebengebäude                            | | D-4-71-185-148           | BW               |
| Ehrl 17 1/2 (Standort)                      | Katholische Filialkirche Beatae Mariae Virginis | Verputzter Saalbau mit Satteldach und eingezogenem Chor, Sakristeianbau, Fassadenturm mit Zwiebelhaube, von Friedrich Würst, 1922                                           | D-4-71-185-138           | weitere Bilder   |
| Ehrl 18 (Standort)                          | Ehemalige Schule                                | Massiver, zweigeschossiger Satteldachbau, Fenstergewände und Lisenengliederung, um 1900                                                                                     | D-4-71-185-313           | Ehemalige Schule |
| Ehrl 19 (Standort)                          | Bauernhaus                                      | Zweigeschossiger Walmdachbau, Erdgeschoss massiv, Obergeschoss Fachwerk, 18. Jahrhundert                                                                                    | D-4-71-185-149           | Bauernhaus       |
| Ehrl 20 (Standort)                          | Stadel                                          | Fachwerk, bezeichnet „1821“ | D-4-71-185-150           | Stadel           |
| Ehrl 23 (Standort)                          | Wohnhaus                                        | Zweigeschossiger Walmdachbau mit Ecklisenen, Fensterrahmungen und Brüstungsfeldern, erste Hälfte 19. Jahrhundert                                                            | D-4-71-185-151           | Wohnhaus         |
| westlich am Ellerbach ()                    | Marter                                          | Barock; mit Figur des Heiligen Andreas; nicht nachqualifiziert | D-4-71-185-155           |                  |
| Scheiben (Standort)                         | Bildstock                                       | Sandsteinpfeiler in neuromanischen Formen mit aufgesetztem Kruzifix in Gusseisen, 19. Jahrhundert                                                                           | D-4-71-185-316           | BW               |
| Scheiben; Scheibenweg (Standort)            | Bildstock                                       | Ionische Säule mit vierseitigem Aufsatz mit Rundbogengiebeln, bezeichnet „AS+BS“, „HA BH“ und „1767“                                                                        | D-4-71-185-154           | BW               |
| St 2210, an der Straße nach Ehrl (Standort) | Kruzifix                                        | 2. Hälfte 19. Jahrhundert | D-4-71-185-354           | BW               |

### Giechburg
| Lage                    | Objekt                                               | Beschreibung                                                                                  | Akten-Nr.      | Bild                                                 |
| ----------------------- | ---------------------------------------------------- | --------------------------------------------------------------------------------------------- | -------------- | ---------------------------------------------------- |
| Breitenäcker (Standort) | Bildstock                                            | Komposit-Säule, vierseitiger Aufsatz mit Rundbogengiebeln, Steinkreuz, frühes 18. Jahrhundert | D-4-71-185-91  | weitere Bilder                                       |
| Giechburg (Standort)    | Giechburg                                            | Große Burganlage mit dreiseitig umbautem Burghof, 13.–17. Jahrhundert                         | D-4-71-185-157 | weitere Bilder                                       |
| Giechburg (Standort)    | Giechburg: Bergfried                                 | 13. Jahrhundert                                                                               | D-4-71-185-157 | Giechburg: Bergfried                                 |
| Giechburg (Standort)    | Giechburg: Zwinger, Ringmauer und gotische Toranlage |                                                                                               | D-4-71-185-157 | Giechburg: Zwinger, Ringmauer und gotische Toranlage |
| Giechburg (Standort)    | Giechburg: Rundtürme und Bastionen                   | 1602 bis 1606 von Paul Keit                                                                   | D-4-71-185-157 | Giechburg: Rundtürme und Bastionen                   |

### Gügel
| Lage                    | Objekt                                                  | Beschreibung | Akten-Nr.      | Bild                  |
| ----------------------- | ------------------------------------------------------- | --- | -------------- | --------------------- |
| Breitenäcker (Standort) | I. Kreuzwegstation                                      | Kreuzweg zwischen Giechburg und dem Gügel, 1. von 14 Kreuzwegstationen, Sandstein, wohl drittes Jahrzehnt 19. Jahrhundert | D-4-71-185-299 | weitere Bilder        |
| Breitenäcker (Standort) | II. Kreuzwegstation                                     | Kreuzweg zwischen Giechburg und dem Gügel, 2. von 14 Kreuzwegstationen, Sandstein, wohl drittes Jahrzehnt 19. Jahrhundert | D-4-71-185-299 | weitere Bilder        |
| Breitenäcker (Standort) | III. Kreuzwegstation                                    | Kreuzweg zwischen Giechburg und dem Gügel, 3. von 14 Kreuzwegstationen, Sandstein, wohl drittes Jahrzehnt 19. Jahrhundert | D-4-71-185-299 | weitere Bilder        |
| Breitenäcker (Standort) | IV. Kreuzwegstation                                     | Kreuzweg zwischen Giechburg und dem Gügel, 4. von 14 Kreuzwegstationen, Sandstein, wohl drittes Jahrzehnt 19. Jahrhundert | D-4-71-185-299 | weitere Bilder        |
| Breitenäcker (Standort) | V. Kreuzwegstation                                      | Kreuzweg zwischen Giechburg und dem Gügel, 5. von 14 Kreuzwegstationen, Sandstein, wohl drittes Jahrzehnt 19. Jahrhundert | D-4-71-185-299 | weitere Bilder        |
| Breitenäcker (Standort) | VI. Kreuzwegstation                                     | Kreuzweg zwischen Giechburg und dem Gügel, 6. von 14 Kreuzwegstationen, Sandstein, wohl drittes Jahrzehnt 19. Jahrhundert | D-4-71-185-299 | weitere Bilder        |
| Gügelholz (Standort)    | VII. Kreuzwegstation                                    | Kreuzweg zwischen Giechburg und dem Gügel, 7. von 14 Kreuzwegstationen, Sandstein, wohl drittes Jahrzehnt 19. Jahrhundert | D-4-71-185-299 | weitere Bilder        |
| Gügel 1 (Standort)      | VIII. Kreuzwegstation                                   | Kreuzweg zwischen Giechburg und dem Gügel, 7. von 14 Kreuzwegstationen, Sandstein, wohl drittes Jahrzehnt 19. Jahrhundert | D-4-71-185-299 | weitere Bilder        |
| Gügel 1 (Standort)      | IX. Kreuzwegstation                                     | Kreuzweg zwischen Giechburg und dem Gügel, 9. von 14 Kreuzwegstationen, Sandstein, wohl drittes Jahrzehnt 19. Jahrhundert | D-4-71-185-299 | weitere Bilder        |
| Gügel 1 (Standort)      | X. Kreuzwegstation                                      | Kreuzweg zwischen Giechburg und dem Gügel, 10. von 14 Kreuzwegstationen, Sandstein, wohl drittes Jahrzehnt 19. Jahrhundert | D-4-71-185-299 | weitere Bilder        |
| Gügel 1 (Standort)      | XI. Kreuzwegstation                                     | Kreuzweg zwischen Giechburg und dem Gügel, 11. von 14 Kreuzwegstationen, Sandstein, wohl drittes Jahrzehnt 19. Jahrhundert | D-4-71-185-299 | weitere Bilder        |
| Gügel 1 (Standort)      | XII. Kreuzwegstation                                    | Kreuzweg zwischen Giechburg und dem Gügel, 12. von 14 Kreuzwegstationen, Sandstein, wohl drittes Jahrzehnt 19. Jahrhundert | D-4-71-185-299 | weitere Bilder        |
| Gügel 1 (Standort)      | XIII. Kreuzwegstation                                   | Kreuzweg zwischen Giechburg und dem Gügel, 13. von 14 Kreuzwegstationen, Sandstein, wohl drittes Jahrzehnt 19. Jahrhundert | D-4-71-185-299 | weitere Bilder        |
| Gügel 1 (Standort)      | XIV. Kreuzwegstation                                    | Kreuzweg zwischen Giechburg und dem Gügel, 14. von 14 Kreuzwegstationen, Sandstein, wohl drittes Jahrzehnt 19. Jahrhundert | D-4-71-185-299 | weitere Bilder        |
| Gügel 1 (Standort)      | Katholische Filial- und Wallfahrtskirche St. Pankratius | Im Wesentlichen nachgotischer Bau, Sandstein, einschiffig mit Satteldach, Fassadenturm mit Spitzhelm, vor der Fassade Terrasse mit Stützmauern und Freitreppe, eingezogener Chor, Unterbau halbrund geschlossen, 1618 von Giovanni Bonalino; mit Ausstattung; neben Giech landschaftsbeherrschender Bau | D-4-71-185-158 | weitere Bilder        |
| Gügel 2 (Standort)      | Ehemaliges Mesnerhaus                                   | Eingeschossiger Fachwerkbau, Satteldach, um 1700; im 19. und 20. Jahrhundert teilweise verändert | D-4-71-185-300 | Ehemaliges Mesnerhaus |

### Hohenhäusling
| Lage                 | Objekt   | Beschreibung                      | Akten-Nr.      | Bild |
| -------------------- | -------- | --------------------------------- | -------------- | ---- |
| Adelsholz (Standort) | Wegkreuz | Eisen, Sandsteinpodest, nach 1918 | D-4-71-185-320 | BW   |

### Köttensdorf
| Lage                     | Objekt       | Beschreibung | Akten-Nr.      | Bild         |
| ------------------------ | ------------ | --- | -------------- | ------------ |
| Köttensdorf 5 (Standort) | Wohnstallbau | Zweigeschossiger, giebelständiger Satteldachbau, Erdgeschoss massiv, Obergeschoss Fachwerk, 17./18. Jahrhundert, Giebel verschiefert | D-4-71-185-159 | Wohnstallbau |
| Marteräcker (Standort)   | Bildstock    | Sandstein, korinthische Säule, Aufsatz mit leeren Bildnischen und Rundbogenabschluss, frühbarock, 17./18. Jahrhundert                | D-4-71-185-160 | BW           |

### Kübelstein
| Lage                     | Objekt                      | Beschreibung                                                           | Akten-Nr.      | Bild           |
| ------------------------ | --------------------------- | ---------------------------------------------------------------------- | -------------- | -------------- |
| Kübelstein (Standort)    | Kreuzgruppe                 | Kalksteinfiguren, um 1900                                              | D-4-71-185-162 | Kreuzgruppe    |
| Kübelstein (Standort)    | Ziehbrunnen                 | Mit Verdachung über zwei Pfeilern, 17./18. Jahrhundert                 | D-4-71-185-165 | Ziehbrunnen    |
| Kübelstein (Standort)    | Katholische Kapelle BMV (?) | 1949 bis 1951; mit Ausstattung                                         | D-4-71-185-161 | weitere Bilder |
| Kübelstein 6 (Standort)  | Kruzifixus                  | Sandstein, bezeichnet „P. Schmittinger 1903“                           | D-4-71-185-166 | Kruzifixus     |
| Kübelstein 26 (Standort) | Bauernhaus                  | Eingeschossiger Satteldachbau, im Giebel Fachwerk, 18./19. Jahrhundert | D-4-71-185-164 | BW             |

### Ludwag
| Lage                            | Objekt                              | Beschreibung | Akten-Nr.      | Bild           |
| ------------------------------- | ----------------------------------- | --- | -------------- | -------------- |
| Hans-Wölfel-Straße (Standort)   | Pfarrkirche St. Johannes der Täufer | Chorturm 15. Jahrhundert mit romanischem Kern und Spitzhelm; Langhaus mit Walmdach 1923 von Michael Kurz; mit Ausstattung                         | D-4-71-185-167 | weitere Bilder |
| Hans-Wölfel-Straße 1 (Standort) | Pfarrhaus                           | Massiver Walmdachbau, verputzt, Ecklisenen, Fenstergewände und Gurtgesims, im Kern vielleicht 18. Jahrhundert, äußere Erscheinung 19. Jahrhundert | D-4-71-185-168 | Pfarrhaus      |

### Neudorf bei Scheßlitz
| Lage                              | Objekt                                | Beschreibung | Akten-Nr.      | Bild           |
| --------------------------------- | ------------------------------------- | --- | -------------- | -------------- |
| Bergäcker (Standort)              | Bildstock                             | Stele mit vergittertem Bildhäuschen, bezeichnet „1868“                                                               | D-4-71-185-309 | weitere Bilder |
| Betzleinsholz (Standort)          | Pumphaus                              | Quadratischer Pyramiddachbau, übergiebelter Eingangsrisalit, bezeichnet „1909“; mit technischer Ausstattung (Widder) | D-4-71-185-296 | BW             |
| Kleine Point (Standort)           | Kruzifix                              | Sandstein, historistisch, 1908                                                                                       | D-4-71-185-308 | Kruzifix       |
| Neudorf b.Scheßlitz 24 (Standort) | Katholische Kapelle Heilige Philomena | Neugotisch, 1891; mit Ausstattung                                                                                    | D-4-71-185-28  | weitere Bilder |
| Neudorf b.Scheßlitz 49 (Standort) | Kleinbauernhaus                       | Eingeschossiger Satteldachbau mit Fachwerkgiebel, wohl Mitte 19. Jahrhundert                                         | D-4-71-185-170 | BW             |

### Pausdorf
| Lage                   | Objekt                                     | Beschreibung | Akten-Nr.                | Bild           |
| ---------------------- | ------------------------------------------ | --- | ------------------------ | -------------- |
| Pausdorf (Standort)    | Katholische Kapelle Unbefleckte Empfängnis | Eingezogener Chor mit geradem Schluss, Dachreiter, Anfang 20. Jahrhundert                                                                | D-4-71-185-171           | weitere Bilder |
| Pausdorf 5 (Standort)  | Wohnstallbau                               | Eingeschossiger Satteldachbau, Giebel Fachwerk, 18. Jahrhundert; Umfassungsmauern im 19. Jahrhundert massiv ausgebaut                    | D-4-71-185-175           | Wohnstallbau   |
| Pausdorf 14 (Standort) | Bauernhaus                                 | Zweigeschossiger, giebelständiger Satteldachbau, Obergeschoss Fachwerk, um 1700, Erdgeschoss im 19. Jahrhundert massiv ersetzt           | D-4-71-185-176           | weitere Bilder |
| Pausdorf 20 (Standort) | Wohnstallbau                               | Obergeschoss wenigstens zum Teil Fachwerk, bemalte Verschieferung, wohl 18. Jahrhundert; Erdgeschoss im 19. Jahrhundert massiv ausgebaut | D-4-71-185-177           | Wohnstallbau   |
| Pausdorf 21 (Standort) | Wohnstallhaus                              | Zweigeschossiger, giebelständiger Satteldachbau, Erdgeschoss massiv, Obergeschoss Fachwerk, 18. Jahrhundert                              | D-4-71-185-173           | Wohnstallhaus  |
| Pausdorf 22 (Standort) | Bauernhaus                                 | Zweigeschossiger, giebelständiger Halbwalmdachbau, Erdgeschoss massiv und verputzt, Obergeschoss Fachwerk, Anfang 19. Jahrhundert        | D-4-71-185-178           | Bauernhaus     |
| Pausdorf 25 (Standort) | Bauernhaus                                 | Giebelständiger Frackdachbau, Erdgeschoss massiv, Obergeschoss Fachwerk, 18./19. Jahrhundert                                             | D-4-71-185-172           | Bauernhaus     |
| Pausdorf 28 (Standort) | Wohnstallbau                               | Obergeschoss Fachwerk mit geschnitzter Ecksäule, wohl Ende 18. Jahrhundert; teilweise massiv ausgebaut                                   | D-4-71-185-179           | weitere Bilder |
| Pausdorf 28 (Standort) | Scheune                                    | Scheune, Fachwerk, Ende 18. Jahrhundert                                                                                                  | D-4-71-185-179 zugehörig | weitere Bilder |
| Schalen (Standort)     | Bildstock                                  | Gewundene korinthische Säule, vierseitiger Aufsatz mit Rundbogengiebeln, Steinkreuz, bezeichnet „1724 HGB“                               | D-4-71-185-180           | BW             |
| Teich (Standort)       | Heiligenhäuschen                           | Sandstein, bezeichnet „1819“ | D-4-71-185-181           | BW             |

### Peulendorf
| Lage                     | Objekt                                  | Beschreibung | Akten-Nr.      | Bild            |
| ------------------------ | --------------------------------------- | --- | -------------- | --------------- |
| Peulendorf 14 (Standort) | Bauernhof                               | Eingeschossiger Wohnstallbau mit Satteldach und Fachwerkgiebel, 18./19. Jahrhundert | D-4-71-185-191 | Bauernhof       |
| Peulendorf 14 (Standort) | Bauernhof                               | Fachwerkstadel mit Satteldach, 18. Jahrhundert | D-4-71-185-191 | Bauernhof       |
| Peulendorf 15 (Standort) | Forsthaus                               | Massiver, zweigeschossiger Walmdachbau, Fensterrahmen, Sandsteinlisenen, wohl um 1800 | D-4-71-185-184 | BW              |
| Peulendorf 18 (Standort) | Wohnhaus                                | Zweigeschossiger Walmdachbau mit Fachwerkobergeschoss, 18. Jahrhundert | D-4-71-185-190 | BW              |
| Peulendorf 26 (Standort) | Wohnstallbau                            | Eingeschossiger, giebelständiger Satteldachbau mit Fachwerkgiebel, 18. Jahrhundert | D-4-71-185-189 | BW              |
| Peulendorf 31 (Standort) | Katholische Pfarrkirche St. Sebastian   | Langhaus mit Balken-Bohlen-Decke 1641 (dendrochronologisch datiert), Chor mit dreiseitigem Schluss und Dachreiter sowie Umbau des Langhausdachs 1757 (dendrochronologisch datiert) von Konrad Fink; mit Ausstattung | D-4-71-185-182 | weitere Bilder  |
| Peulendorf 41 (Standort) | Ehemaliger fürstbischöflicher Fohlenhof | Massiver, schlossartiger Bau mit Walmdach, Kopfbauten zweigeschossig, 1739 von Johann Jakob Michael Küchel | D-4-71-185-183 | weitere Bilder  |
| Peulendorf 41 (Standort) | Barocke Umfriedung                      | | D-4-71-185-183 | BW              |
| Peulendorf 49 (Standort) | Eingeschossiger Wohnstallbau            | Mit Satteldach, Fachwerk, 18./19. Jahrhundert | D-4-71-185-185 | BW              |
| Peulendorf 54 (Standort) | Wohnstallbau                            | Zweigeschossiger, giebelständiger Satteldachbau, Erdgeschoss massiv, Fachwerkobergeschoss, 18./19. Jahrhundert | D-4-71-185-188 | BW              |
| Peulendorf 55 (Standort) | Dreiseithof                             | Stall- und Scheunenflügel, Fachwerkbau mit weit vorkragendem Obergeschoss, Walmdach, bezeichnet „1733“ | D-4-71-185-186 | BW              |
| Peulendorf 61 (Standort) | Ehemalige Mühle                         | Zweigeschossiger, verputzter Satteldachbau, Ecklisenen, Fenstergewände und Brüstungsfelder, an der Türe bezeichnet „1844“ Fachwerkstadel, Satteldach, um 1850                                                       | D-4-71-185-187 | Ehemalige Mühle |

### Pünzendorf
| Lage                     | Objekt       | Beschreibung | Akten-Nr.      | Bild |
| ------------------------ | ------------ | --- | -------------- | ---- |
| Pünzendorf 20 (Standort) | Wohnstallbau | Eingeschossiger Satteldachbau, Fachwerk, 17./18. Jahrhundert, Erdgeschoss im 19. Jahrhundert teilweise massiv ausgebaut | D-4-71-185-192 | BW   |

### Roschlaub
| Lage                                          | Objekt                       | Beschreibung | Akten-Nr.      | Bild                    |
| --------------------------------------------- | ---------------------------- | --- | -------------- | ----------------------- |
| Baumfeld; Langwiesen (Standort)               | Bildstock                    | Ionische Sandsteinsäule, vierseitiger Aufsatz mit Rundbogengiebeln, Eisenkreuz, 17./18. Jahrhundert                                                       | D-4-71-185-198 | weitere Bilder          |
| Baumfeld; Langwiesen (Standort)               | Bildstock                    | Korinthische Sandsteinsäule mit Weinranken, vierseitiger Aufsatz mit Reliefdarstellung und Muschelgiebel, Ende 18. Jahrhundert                            | D-4-71-185-199 | weitere Bilder          |
| Leite; Von Roschlaub nach Pausdorf (Standort) | Kruzifix                     | Sandstein, neugotisch, bezeichnet „1896“ | D-4-71-185-315 | Kruzifix                |
| Roschlaub (Standort)                          | Kapelle St. Michael          | Ausstattung des 18. Jahrhunderts | D-4-71-185-297 | weitere Bilder          |
| Roschlaub 6 (Standort)                        | Bauernhaus                   | Fachwerk, Satteldach und Halbwalmdach, Anfang 19. Jahrhundert                                                                                             | D-4-71-185-193 | BW                      |
| Roschlaub 7 (Standort)                        | Ehemaliger Wohnstallbau      | Wohnteil mit abgewalmtem Dach, Obergeschoss Fachwerk mit geschnitzter Ecksäule, 18. Jahrhundert                                                           | D-4-71-185-194 | Ehemaliger Wohnstallbau |
| Roschlaub 13 (Standort)                       | Wohnstallbau                 | Eingeschossiger Satteldachbau mit Fachwerkgiebel, traufständig, frühes 19. Jahrhundert                                                                    | D-4-71-185-195 | weitere Bilder          |
| Roschlaub 14 (Standort)                       | Wohnstallbau                 | Eingeschossiger Satteldachbau mit Fachwerkgiebel, traufständig, frühes 19. Jahrhundert                                                                    | D-4-71-185-196 | Wohnstallbau            |
| Roschlaub 14 (Standort)                       | Zisterne                     | künstlich angelegter, aus Sandsteinquadern errichteter Gewölbekeller zum Sammeln und Bevorraten von Oberflächenwasser, wohl zweite Hälfte 17. Jahrhundert | D-4-71-185-355 | BW                      |
| Roschlaub 15 (Standort)                       | Wohnstallhaus                | Zweigeschossiger, giebelständiger Satteldachbau, Obergeschoss Fachwerk, 18. Jahrhundert, Erdgeschoss in neuerer Zeit massiv ausgebaut                     | D-4-71-185-197 | weitere Bilder          |
| Von Roschlaub zur St 2187 (Standort)          | Bildstock Vierzehn Nothelfer | Sandsteinsäule mit Weinranken, vierseitiger Aufsatz mit Reliefs und Rundbogengiebeln, bezeichnet „1753“                                                   | D-4-71-185-200 | weitere Bilder          |

### Roßdach
| Lage                        | Objekt                      | Beschreibung                                                                                             | Akten-Nr.      | Bild             |
| --------------------------- | --------------------------- | --- | -------------- | ---------------- |
| Am Leitenbach 4 (Standort)  | Wohnstallhaus mit Frackdach | Obergeschoss Fachwerk, 19. Jahrhundert                                                                   | D-4-71-185-201 | BW               |
| Am Leitenbach 6 (Standort)  | Gasthaus Daucher            | Zweigeschossiger, giebelständiger Satteldachbau, Fachwerkobergeschoss, bezeichnet „1736“; Fachwerkstadel | D-4-71-185-202 | Gasthaus Daucher |
| Am Leitenbach 10 (Standort) | Bauernhaus                  | Eingeschossiger, giebelständiger Satteldachbau, Fachwerkgiebel, erste Hälfte 19. Jahrhundert             | D-4-71-185-203 | BW               |

### Schlappenreuth
| Lage                          | Objekt                              | Beschreibung | Akten-Nr.      | Bild           |
| ----------------------------- | ----------------------------------- | --- | -------------- | -------------- |
| Kellerberg (Standort)         | Katholische Kapelle Herz Jesu       | Chor mit Dreiseitschluss, Dachreiter, um 1910                                                                                         | D-4-71-185-204 | weitere Bilder |
| Kellerberg 6 (Standort)       | Wohnstallbau                        | Eingeschossiger Satteldachbau, Erdgeschossaußenwände versteinert, Giebel mit kleinteiligem Fachwerk, 1704(d); Stadel, 18. Jahrhundert | D-4-71-185-207 | BW             |
| Kellerberg 7 (Standort)       | Wohnhaus                            | Zweigeschossiger Fachwerkbau mit Satteldach, Giebel verschiefert, 17.–19. Jahrhundert                                                 | D-4-71-185-206 | BW             |
| Schlappenreut, am Ortseingang | Dorfkreuz mit drei Assistenzfiguren | Holz gefasst, zweite Hälfte 19. Jahrhundert; nicht nachqualifiziert                                                                   | D-4-71-185-298 | BW             |

### Schweisdorf
| Lage                             | Objekt                                         | Beschreibung | Akten-Nr.      | Bild                    |
| -------------------------------- | ---------------------------------------------- | --- | -------------- | ----------------------- |
| In Richtung Scheßlitz (Standort) | Barockmarter                                   | nicht nachqualifiziert | D-4-71-185-218 | BW                      |
| Kleukheimer Straße 5 (Standort)  | Bauernhaus                                     | Zweigeschossiger Walmdachbau, Obergeschoss Fachwerk zweite Hälfte 18. Jahrhundert | D-4-71-185-216 | Bauernhaus              |
| Kleukheimer Straße 5 (Standort)  | Fachwerkstadel                                 | 18. Jahrhundert | D-4-71-185-216 | BW                      |
| Kleukheimer Straße 8 (Standort)  | Ehemaliger Wohnstallbau                        | Wohnbau, zweigeschossiger Satteldachbau, Obergeschoss Fachwerk, 18./19. Jahrhundert | D-4-71-185-214 | Ehemaliger Wohnstallbau |
| Nähe Johannesweg (Standort)      | Ehemalige Wallfahrtskirche Johannes der Täufer | Saalbau mit eingezogenem Chor, geschweifter Fassadengiebel mit darüber entwickeltem Dachreiter von Johann Jakob Michael Küchel, 1754 erbaut und 1862–1867 vom Johanneshof bei Oberhaid nach Schweinsdorf transloziert; mit Ausstattung | D-4-71-185-208 | weitere Bilder          |
| Unterend 9 (Standort)            | Wohnstallbau                                   | Eingeschossiger Satteldachbau, Umfassungsmauern massiv, Giebel Fachwerk, 18. Jahrhundert | D-4-71-185-209 | weitere Bilder          |
| Unterend 12 (Standort)           | Bauernhaus                                     | Zweigeschossiger Walmdachbau, Fachwerkobergeschoss, um 1800 | D-4-71-185-213 | Bauernhaus              |
| Unterend 13 (Standort)           | Bildstock                                      | Sandsteinsäule mit vierseitigem Aufsatz und Muschelgiebel, am Schaft bezeichnet „176“(6?) | D-4-71-185-210 | Bildstock               |
| Unterend 14 (Standort)           | Wohnstallbau                                   | Zweigeschossiger Walmdachbau, Fachwerkobergeschoss, 18. Jahrhundert | D-4-71-185-212 | Wohnstallbau            |
| Unterend 19 (Standort)           | Frackdachhaus                                  | Erdgeschoss massiv, Obergeschoss Fachwerk, Anfang 19. Jahrhundert | D-4-71-185-211 | Frackdachhaus           |

### Starkenschwind
| Lage                           | Objekt                  | Beschreibung | Akten-Nr.      | Bild |
| ------------------------------ | ----------------------- | --- | -------------- | ---- |
| Brunnenstraße 7 (Standort)     | Wohnstallbau            | Zweigeschossiger, giebelständiger Satteldachbau, verputztes Fachwerkobergeschoss, 18. Jahrhundert                                                        | D-4-71-185-222 | BW   |
| Brunnenstraße 9 (Standort)     | Ehemaliges Gemeindehaus | Fachwerkobergeschoss, Walmdach mit Dachreiter, zweite Hälfte 18. Jahrhundert                                                                             | D-4-71-185-223 | BW   |
| Brunnenstraße 12 (Standort)    | Wohnstallhaus           | Zweigeschossiger, giebelständiger Satteldachbau, verputztes Fachwerkobergeschoss, Ecklisenen, Fenster mit aufgeputzten Brüstungsfeldern, 19. Jahrhundert | D-4-71-185-221 | BW   |
| Brunnenstraße 28 (Standort)    | Ortskreuz               | Sandstein, Corpus Kalkstein, zweite Hälfte 19. Jahrhundert                                                                                               | D-4-71-185-224 | BW   |
| Klingenleite (Standort)        | Bildstock               | Ionische Säule, vierseitiger Aufsatz mit Reliefbildnischen und Muschelgiebeln, Kugelaufsatz mit Eisenkreuz, bezeichnet „H G K G, 1690“                   | D-4-71-185-225 | BW   |
| Nähe Giecher Straße (Standort) | Katholische Kapelle     | Sandstein, neugotisch, im Innern erneuerte Bezeichnung „1893“                                                                                            | D-4-71-185-220 | BW   |

### Straßgiech
| Lage                                  | Objekt                               | Beschreibung | Akten-Nr.      | Bild                |
| ------------------------------------- | ------------------------------------ | --- | -------------- | ------------------- |
| Drosendorfer Straße 3 (Standort)      | Bildstock                            | Ionische Säule mit vierseitigem Aufsatz und Muschelgiebeln, Eisenkreuz, Mitte 17. Jahrhundert                                                                 | D-4-71-185-229 | BW                  |
| Drosendorfer Straße 17 (Standort)     | Wohnstallbau                         | Zweigeschossiger giebelständiger Halbwalmdachbau, Obergeschoss verputztes Fachwerk, 18. Jahrhundert                                                           | D-4-71-185-226 | BW                  |
| Drosendorfer Straße 28 (Standort)     | Pumpbrunnen                          | Neuromanischer Sandsteinpfeiler mit Aufsatz, seitlich Handpumpe aus Metall, zweite Hälfte 19. Jahrhundert                                                     | D-4-71-185-232 | weitere Bilder      |
| Drosendorfer Straße 28 (Standort)     | Kruzifix                             | Auf rundem Sockel, Korpus erneuert, Sandstein, bezeichnet „1771“                                                                                              | D-4-71-185-233 | weitere Bilder      |
| Kirchgasse 1 (Standort)               | Bauernhof: Wohnteil                  | zweigeschossiger Walmdachbau, Ecklisenen, einseitig abgeschleppt, im Kern von 1715 (dendrochronologisch datiert), überformt und bezeichnet „GH 1858“          | D-4-71-185-262 | Bauernhof: Wohnteil |
| Kirchgasse 1 (Standort)               | Bauernhof: Holzlege                  | | D-4-71-185-262 | BW                  |
| Kirchgasse 1 (Standort)               | Bauernhof: Scheune                   | bezeichnet „1796“ | D-4-71-185-262 | BW                  |
| Kirchgasse 10 (Standort)              | Bildstock                            | Ionisierende Säule und vierseitiger Aufsatz mit Muschelgiebeln, Eisenkreuz, im Sockel bezeichnet „1865“, „1955“                                               | D-4-71-185-231 | BW                  |
| Langenmaas (Standort)                 | Bildstock                            | Glatte Sandsteinsäule, Aufsatz mit Rundbogenabschluss, eisernes Doppelkreuz, 17./18. Jahrhundert                                                              | D-4-71-185-230 | BW                  |
| Pfarrer-Kropfeld-Straße 8 (Standort)  | Figur des Heiligen Johann Nepomuk    | Sandstein, um 1730/40 | D-4-71-185-258 | BW                  |
| Pfarrer-Kropfeld-Straße 18 (Standort) | Katholische Pfarrkirche St. Valentin | Saalkirche mit Satteldach und eingezogenem Chor, Giebelfassade mit Dachreiter, 1686, im Wesentlichen 1737/38 von Johann Jakob Michael Küchel; mit Ausstattung | D-4-71-185-261 | weitere Bilder      |
| Pfarrer-Kropfeld-Straße 20 (Standort) | Pfarrhof                             | Zweigeschossiger Mansardwalmdachbau, Ecklisenen, Fensterrahmen mit Fensterschürzen, zweite Hälfte 18. Jahrhundert                                             | D-4-71-185-259 | Pfarrhof            |
| Pfarrer-Kropfeld-Straße 20 (Standort) | Pfarrhof: Nebengebäude               | eines davon bezeichnet „1792“ | D-4-71-185-259 | BW                  |
| Pfarrer-Kropfeld-Straße 20 (Standort) | Pfarrhof: Hofmauer                   | | D-4-71-185-259 | BW                  |

### Stübig
| Lage                              | Objekt                                     | Beschreibung | Akten-Nr.      | Bild             |
| --------------------------------- | ------------------------------------------ | --- | -------------- | ---------------- |
| Am Forst 2 (Standort)             | Wohnstallbau                               | Zweigeschossiger Satteldachbau, Erdgeschoss massiv erneuert, Obergeschoss Fachwerk mit Feuerböcken, 17. Jahrhundert                                              | D-4-71-185-240 | Wohnstallbau     |
| Am Forst 4 (Standort)             | Bauernhaus                                 | Zweigeschossiger Satteldachbau, Obergeschoss Fachwerk, 17./18. Jahrhundert, Erdgeschoss massiv ausgetauscht, 19. Jahrhundert                                     | D-4-71-185-241 | weitere Bilder   |
| Am Forst 4 (Standort)             | Stallstadel                                | | D-4-71-185-241 | BW               |
| Sankt-Martin-Straße 1a (Standort) | Wohnstallhaus                              | Eingeschossiger, traufständiger Satteldachbau, Fachwerkgiebel, 18. Jahrhundert, Erdgeschossmauern im 18./19. Jahrhundert massiv ausgebaut                        | D-4-71-185-245 | weitere Bilder   |
| Sankt-Martin-Straße 4 (Standort)  | Bauernhaus                                 | Zweigeschossiger Satteldachbau mit Halbwalm, Obergeschoss Zierfachwerk, um 1700, Erdgeschoss massiv erneuert, 19. Jahrhundert                                    | D-4-71-185-234 | Bauernhaus       |
| Sankt-Martin-Straße 5 (Standort)  | Bauernhaus                                 | Erdgeschoss massiv, Obergeschoss Fachwerk, freie Giebelseite mit Krüppelwalm, 18./19. Jahrhundert                                                                | D-4-71-185-244 | weitere Bilder   |
| Sankt-Martin-Straße 8 (Standort)  | Bauernhaus                                 | Giebelständiger Satteldachbau, Obergeschoss Fachwerk, wohl 18. Jahrhundert                                                                                       | D-4-71-185-235 | weitere Bilder   |
| Sankt-Martin-Straße 10 (Standort) | Bauernhaus                                 | Obergeschoss mit Fachwerk, Giebelseite mit Halbwalm, 18./19. Jahrhundert                                                                                         | D-4-71-185-236 | weitere Bilder   |
| Sankt-Martin-Straße 18 (Standort) | Gasthaus Storath                           | Zweigeschossig, mit Mansardwalmdach, 18./19. Jahrhundert | D-4-71-185-237 | Gasthaus Storath |
| Sankt-Martin-Straße 23 (Standort) | Bildstock                                  | Sandsteinsäule mit vier Puttenköpfen, vierseitiger Aufsatz mit Reliefdarstellung in Muschelnischen, Steinkreuz, spätes 17. Jahrhundert                           | D-4-71-185-246 | BW               |
| Sankt-Martin-Straße 26 (Standort) | Ehemaliger Brauereigasthof Frankfurter Hof | Zweigeschossig, Obergeschoss reiches Fachwerk, Satteldach, bezeichnet „1692“                                                                                     | D-4-71-185-238 | weitere Bilder   |
| Sankt-Martin-Straße 26 (Standort) | Stall                                      | Fachwerk, Satteldach, um 1900 | D-4-71-185-238 | BW               |
| Sankt-Martin-Straße 26 (Standort) | Tanzhaus                                   | Erdgeschoss Sandsteinquader, Obergeschoss Fachwerk, Satteldach, um 1900                                                                                          | D-4-71-185-238 | BW               |
| Sankt-Martin-Straße 26 (Standort) | Brauhaus                                   | eingeschossiger Sandsteinquaderbau mit Satteldach, um 1900, teilweise aufgestockt                                                                                | D-4-71-185-238 | BW               |
| Sankt-Martin-Straße 32 (Standort) | Kleinhaus                                  | Eingeschossiger Fachwerkbau mit Satteldach mit südseitigem Halbwalm, 17./18. Jh., Mitte 19. Jh. ausgebaut und Fassade dekorativ verputzt                         | D-4-71-185-239 | weitere Bilder   |
| Steigersweg (Standort)            | Bildstock                                  | Rundschaft, zweiseitiger geschweifter Aufsatz geschweift mit leeren Bildnischen, bezeichnet „1701“                                                               | D-4-71-185-247 | BW               |
| Unterer Berg (Standort)           | Marter                                     | Gedrehte Sandsteinsäule über Postament mit Engelsköpfen, mit Weinrankendekor, Akanthuskapitell und Laterne mit Muschelwerkbekrönung, barock, 17./18. Jahrhundert | D-4-71-185-257 | BW               |
| Ohne Angabe                       | Marter                                     | 17./18. Jahrhundert; im Bauhof eingelagert | D-4-71-185-248 | BW               |

### Weichenwasserlos
| Lage                                                         | Objekt                            | Beschreibung | Akten-Nr.      | Bild           |
| ------------------------------------------------------------ | --------------------------------- | --- | -------------- | -------------- |
| Martinsberg (Standort)                                       | Pfarrkirche St. Martin            | Saalbau mit Satteldach, mit Streben besetzter Chor, 15. Jahrhundert, verlängert und erhöht, 1703, Westturm 1703; mit Ausstattung            | D-4-71-185-249 | weitere Bilder |
| Martinsberg 1 (Standort)                                     | Schulhaus                         | Zweigeschossiger Walmdachbau mit Mezzanin, Mittelrisalit, Lisenengestellgliederung, klassizistisch, um 1880                                 | D-4-71-185-251 | Schulhaus      |
| Martinsberg 2 (Standort)                                     | Pfarrhaus                         | Zweigeschossiger giebelständiger Satteldachbau, Obergeschoss Zierfachwerk, am rückwärtigen Anbau bezeichnet „1648“ Stadel, 18. Jahrhundert  | D-4-71-185-250 | weitere Bilder |
| Martinsberg 2; Nähe Martinsberg; Roßdacher Straße (Standort) | Bildstock                         | Sandsteinstele, gefaster Vierkantschaft, Nischenaufsatz mit Kielbogenbedachung und Lourdes-Madonna, im Stil der Neogotik, bezeichnet „1867“ | D-4-71-185-357 | BW             |
| Nähe Martinsberg (Standort)                                  | Figur des Heiligen Johann Nepomuk | Sandstein, bezeichnet „1719“ | D-4-71-185-254 | BW             |
| Reutweg 6 (Standort)                                         | Kleinbauernhaus                   | Eingeschossiger Satteldachbau mit Fachwerkgiebel, 18./19. Jahrhundert, verändert                                                            | D-4-71-185-252 | BW             |
| Sandleite (Standort)                                         | Wegkapelle St. Georg              | Offene Halle mit Fachwerk, Walmdach, 18. Jahrhundert; Ende 19. Jahrhundert verändert                                                        | D-4-71-185-255 | weitere Bilder |
| Sandleite (Standort)                                         | Bildstock                         | Toskanische Sandsteinsäule mit vier Wappen, vierseitiger Aufsatz mit Reliefbildern, Pyramidendach und Kugel, bezeichnet „1578“              | D-4-71-185-256 | Bildstock      |

### Wiesengiech
| Lage                                  | Objekt          | Beschreibung | Akten-Nr.      | Bild |
| ------------------------------------- | --------------- | --- | -------------- | ---- |
| Lindenallee 17 (Standort)             | Bauernhaus      | Zweigeschossiger Halbwalmdachbau mit Fachwerkobergeschoss, zweite Hälfte 18. Jahrhundert; Stallanbau mit Holzlege                       | D-4-71-185-264 | BW   |
| Lindenallee 17 (Standort)             | Fachwerkstadel  | Gleichzeitig | D-4-71-185-264 | BW   |
| Lindenallee 26 (Standort)             | Wohnhaus        | Zweigeschossiger Satteldachbau mit Fachwerkobergeschoss, Giebelseite mit Schiefer verkleidet, 18. Jahrhundert                           | D-4-71-185-263 | BW   |
| Lindenallee 42 (Standort)             | Ehemalige Mühle | Zweigeschossiger Sandsteinquaderbau mit Mansardwalmdach, bezeichnet „1802“                                                              | D-4-71-185-265 | BW   |
| Lindenallee 42 (Standort)             | Nebengebäude    | | D-4-71-185-265 | BW   |
| Lindenallee 46 (Standort)             | Wohnstallbau    | Wohnteil zweigeschossiger Walmdachbau mit Fachwerkobergeschoss, eingeschossiger Stallteil mit Satteldach, zweite Hälfte 18. Jahrhundert | D-4-71-185-266 | BW   |
| Lindenallee 46 (Standort)             | Fachwerkstadel  | Gleichzeitig mit Satteldach | D-4-71-185-266 | BW   |
| Pfarrer-Kropfeld-Straße 34 (Standort) | Ehemalige Mühle | Zweigeschossiger Mansardwalmdachbau, Ecklisenen, spätes 18. Jahrhundert                                                                 | D-4-71-185-260 | BW   |
| Pfarrer-Kropfeld-Straße 34 (Standort) | Nebengebäude    | | D-4-71-185-260 | BW   |

### Windischletten
| Lage                              | Objekt                              | Beschreibung | Akten-Nr.      | Bild            |
| --------------------------------- | ----------------------------------- | --- | -------------- | --------------- |
| Betzenflur (Standort)             | Bildhäuschen                        | Stele aus Sandsteinquadern, spitzbogige vergitterte Bildnische, um 1900                                                          | D-4-71-185-305 | Bildhäuschen    |
| Dohl (Standort)                   | Wegkreuz                            | Eisenkreuz mit Korpus im Viernageltypus auf schmalem Sandsteinpfeiler, Kapitell mit Zahnschnitt, im Stil der Neogotik, bez. 1892 | D-4-71-185-358 | Wegkreuz        |
| Zapfendorfer Straße 16 (Standort) | Katholische Kapelle Heilige Familie | Neuromanisch, gerader Chorschluss, Giebelreiter mit Spitzhelm, 1900 von Gustav Haeberle; mit Ausstattung                         | D-4-71-185-268 | weitere Bilder  |
| Zapfendorfer Straße 25 (Standort) | Wohnstallbau                        | Eingeschossiger Bau mit Mansardhalbwalmdach, Fachwerkgiebel, erste Hälfte 19. Jahrhundert                                        | D-4-71-185-270 | BW              |
| Zapfendorfer Straße 29 (Standort) | Kruzifix                            | Sandstein, um 1900 | D-4-71-185-303 | BW              |
| Zapfendorfer Straße 42 (Standort) | Ehemaliges Schulhaus                | Massiver, zweigeschossiger Walmdachbau, Freitreppe am Haupteingang, Mitte 19. Jahrhundert, erweitert 1926                        | D-4-71-185-301 | BW              |
| Ziegeleistraße (Standort)         | Stele mit Gusseisenkruzifix         | Bezeichnet „1875“ | D-4-71-185-304 | BW              |
| Ziegeleistraße 25 (Standort)      | Ziegeleianwesen                     | Massiver, zweigeschossiger Satteldachbau, 1836; gewölbter Ziegelofen                                                             | D-4-71-185-306 | Ziegeleianwesen |
| Ziegeleistraße 25 (Standort)      | Ofenhaus                            | gewölbter Ziegelofen | D-4-71-185-306 | Ofenhaus        |
| Wendenstraße 8 (Standort)         | Nebengebäude                        | | D-4-71-185-306 | BW              |
| Nähe Ziegeleistraße (Standort)    | Stallstadel                         | | D-4-71-185-306 | BW              |

### Würgau
| Lage                                    | Objekt                               | Beschreibung | Akten-Nr.      | Bild           |
| --------------------------------------- | ------------------------------------ | --- | -------------- | -------------- |
| Fränkische-Schweiz-Straße 12 (Standort) | Wohnstallbau                         | Zweigeschossiger Satteldachbau, Fachwerkobergeschoss, 18. Jahrhundert                                                                            | D-4-71-185-275 | BW             |
| Fränkische-Schweiz-Straße 14 (Standort) | Bauernhaus                           | Eingeschossiger, traufständiger Satteldachbau, Fachwerkgiebel, erste Hälfte 19. Jahrhundert                                                      | D-4-71-185-274 | Bauernhaus     |
| Fränkische-Schweiz-Straße 16 (Standort) | Bauernhaus                           | Zweigeschossiger, giebelständiger Satteldachbau, Fachwerkobergeschoss in Zierfachwerk, 18. Jahrhundert                                           | D-4-71-185-277 | weitere Bilder |
| Fränkische-Schweiz-Straße 22 (Standort) | Katholische Filialkirche St. Andreas | Saalbau mit Satteldach und eingezogenem, dreiseitig geschlossenem Chor, Chorflankenturm mit Zwiebelhaube, 1733 von Johann König; mit Ausstattung | D-4-71-185-271 | weitere Bilder |
| Fränkische-Schweiz-Straße 26 (Standort) | Gasthof Hartmann                     | Stattlicher zweigeschossiger Mansardwalmdachbau mit Ecklisenen und Fenstergewände, 18./19. Jahrhundert                                           | D-4-71-185-278 | weitere Bilder |
| Fränkische-Schweiz-Straße 26 (Standort) | Stadel                               | 17./18. Jahrhundert | D-4-71-185-278 | Stadel         |
| Fränkische-Schweiz-Straße 27 (Standort) | Wohnstallbau                         | Zweigeschossiger Satteldachbau, Fachwerkobergeschoss, 18./19. Jahrhundert                                                                        | D-4-71-185-273 | Wohnstallbau   |
| Fränkische-Schweiz-Straße 31 (Standort) | Wohnstallbau                         | Zweigeschossiger Satteldachbau mit Fachwerkobergeschoss, 17./18. Jahrhundert, Erdgeschoss im 19. Jahrhundert massiv ausgebaut                    | D-4-71-185-272 | Wohnstallbau   |
| Im Anspach (Standort)                   | Bildstock                            | Sandsteinsäule mit Aufsatz und Steinkreuz, bezeichnet „1734“                                                                                     | D-4-71-185-281 | weitere Bilder |
| Kaplesfelder (Standort)                 | Wegkapelle                           | Neugotisch, bezeichnet „1859“ und „1903“ | D-4-71-185-280 | weitere Bilder |
| Winterleite 4 (Standort)                | Wohnstallbau                         | Wohnhaus zweigeschossiger Satteldachbau, Fachwerkobergeschoss, 17./18. Jahrhundert                                                               | D-4-71-185-279 | Wohnstallbau   |
| Zum Rauhbrunnen 9 (Standort)            | Mühlhaus                             | Rückwärtig, zweigeschossiger Satteldachbau, wohl von 1730                                                                                        | D-4-71-185-276 | BW             |

### Zeckendorf
| Lage                    | Objekt                              | Beschreibung                                                                                | Akten-Nr.      | Bild           |
| ----------------------- | ----------------------------------- | ------------------------------------------------------------------------------------------- | -------------- | -------------- |
| Auf’m Knock (Standort)  | Jüdischer Friedhof                  | Etwa 600 Grabdenkmäler, zumeist als Sandsteinplatten, bis ins 18. Jahrhundert zurückgehend. | D-4-71-185-288 | weitere Bilder |
| Kümmelwiesen (Standort) | Kruzifix                            | Sandstein, in den Formen der Renaissance, 1904 von Schmittinger                             | D-4-71-185-307 | Kruzifix       |
| Talstraße 18 (Standort) | Wohnhaus-Anbau mit abgewalmtem Dach | Obergeschoss Fachwerk, wohl 18. Jahrhundert                                                 | D-4-71-185-282 | weitere Bilder |
| Talstraße 36 (Standort) | Bauernhaus                          | Eingeschossiger Satteldachbau, Fachwerkgiebel, 18./19. Jahrhundert                          | D-4-71-185-286 | Bauernhaus     |
| Talstraße 37 (Standort) | Bauernhaus                          | Zweigeschossiger Satteldachbau, Fachwerkobergeschoss, 18./19. Jahrhundert                   | D-4-71-185-285 | weitere Bilder |
| Talstraße 44 (Standort) | Kleinbauernhaus                     | Eingeschossiger Halbwalmdachbau mit Fachwerkgiebel, erste Hälfte 19. Jahrhundert            | D-4-71-185-284 | weitere Bilder |

## Ehemalige Baudenkmäler nach Ortsteilen
In diesem Abschnitt sind Objekte aufgeführt, die früher einmal in der Denkmalliste eingetragen waren, jetzt aber nicht mehr. Objekte, die in anderem Zusammenhang – also z. B. als Teil eines Baudenkmals – weiter eingetragen sind, sollen hier nicht aufgeführt werden. Aktennummern in diesem Abschnitt sind ehemalige, jetzt nicht mehr gültige Aktennummern.

### Scheßlitz
| Lage                              | Objekt          | Beschreibung                                                                | Akten-Nr.     | Bild |
| --------------------------------- | --------------- | --------------------------------------------------------------------------- | ------------- | ---- |
| An der Straße nach Schweisdorf    | Marter          | Bildstock, bezeichnet „1765“; nicht nachqualifiziert                        | D-4-71-185-93 | BW   |
| Schweisdorfer Straße 1 (Standort) | Kleinbauernhaus | Einstöckiger, giebelständiger Wohnstallbau mit verputztem Fachwerk, um 1800 | D-4-71-185-73 | BW   |

### Pausdorf
| Lage                  | Objekt       | Beschreibung | Akten-Nr.      | Bild |
| --------------------- | ------------ | --- | -------------- | ---- |
| Pausdorf 9 (Standort) | Wohnstallbau | Eingeschossiger Satteldachbau, Giebel Fachwerk, 18. Jahrhundert, Umfassungsmauern im 19. Jahrhundert massiv ausgebaut | D-4-71-185-174 | BW   |

### Schweisdorf
| Lage                              | Objekt       | Beschreibung                    | Akten-Nr.      | Bild |
| --------------------------------- | ------------ | ------------------------------- | -------------- | ---- |
| Schweisdorfer Straße 1 (Standort) | Stadel       |                                 | D-4-71-185-73  | BW   |
| In Richtung Scheßlitz             | Barockmarter | nicht nachqualifiziert          | D-4-71-185-217 | BW   |
| In Richtung Roschlaub             | Barockmarter | Reich; nicht nachqualifiziert   | D-4-71-185-219 | BW   |
| Schweisdorf                       | Marter       | Um 1715; nicht nachqualifiziert | D-4-71-185-94  | BW   |

### Straßgiech
| Lage                              | Objekt     | Beschreibung                                                                                   | Akten-Nr.      | Bild |
| --------------------------------- | ---------- | ---------------------------------------------------------------------------------------------- | -------------- | ---- |
| Drosendorfer Straße 20 (Standort) | Bauernhaus | Zweigeschossiger Walmdachbau mit Tordurchfahrt, Mitte 18. Jahrhundert, Fassade massiv erneuert | D-4-71-185-228 | BW   |

### Weichenwasserlos
| Lage                      | Objekt       | Beschreibung                                          | Akten-Nr.      | Bild |
| ------------------------- | ------------ | ----------------------------------------------------- | -------------- | ---- |
| Haus Nummer 11 (Standort) | Wohnstallbau | Eingeschossig mit Fachwerkgiebel, 18./19. Jahrhundert | D-4-71-185-253 | BW   |

### Wiesengiech
| Lage        | Objekt | Beschreibung                                                                | Akten-Nr.      | Bild |
| ----------- | ------ | --------------------------------------------------------------------------- | -------------- | ---- |
| Ohne Angabe | Marter | Sandstein, Ende 17. Jahrhundert, bezeichnet „1865“; teilweise rekonstruiert | D-4-71-185-267 | BW   |

### Windischletten
| Lage                        | Objekt  | Beschreibung                                | Akten-Nr.      | Bild |
| --------------------------- | ------- | ------------------------------------------- | -------------- | ---- |
| Ziegeleistraße 5 (Standort) | Scheune | Fachwerkbau mit Satteldach, 18. Jahrhundert | D-4-71-185-302 | BW   |